# Vinh
Vinh là thành phố tỉnh lỵ cũ của tỉnh Nghệ An và là Trung tâm Kinh tế - Văn hóa của vùng Bắc Trung Bộ, Việt Nam. Hiện nay, địa danh "Vinh" không còn tồn tại về mặt hành chính như một đơn vị cấp huyện, tuy nhiên vẫn được dùng để gọi tên toàn bộ khu vực đô thị rộng khoảng 166,22km² (đô thị thành phố Vinh mở rộng), được quản lý bởi các phường Trường Vinh, Thành Vinh, Vinh Hưng, Vinh Lộc, Vinh Phú và Cửa Lò. 
Thành phố có vị trí ở phía Đông Nam của tỉnh bên cạnh sông Lam, và nằm trên trục giao thông Bắc Nam chính của Việt Nam, có thể dễ dàng tiếp cận bằng đường cao tốc, đường sắt, tàu thuyền và đường hàng không. Sân bay Quốc tế Vinh vừa được mở rộng được phục vụ bởi ba hãng hàng không: Vietnam Airlines, VietJet Air và Pacific Airlines.
Ngày 5 tháng 9 năm 2008, thành phố trở thành đô thị loại I thứ tư của Việt Nam sau Hải Phòng, Đà Nẵng và Huế. Thành phố tiếp giáp huyện Nghi Lộc về phía Bắc và phía Đông, huyện Hưng Nguyên về phía Tây, cũng như huyện Nghi Xuân của tỉnh Hà Tĩnh về phía Nam. Vinh nằm cách Hà Nội 300 km về phía Nam và cách Thành phố Hồ Chí Minh 1.400 km về phía Bắc. 
Thành phố có tổng diện tích 166.22 km2, dân số 580.669 người.

## Lịch sử
Thành phố Vinh (chữ nôm: 城庯永) thuộc vùng Kẻ Vang hoặc tên gọi khác là Kẻ Vịnh thời xưa. Sau đó, lần lượt đổi thành Kẻ Vinh, Vinh Giang, Vinh Doanh, Vinh Thi. Cuối cùng, tên chính thức của thành phố được rút gọn lại thành một tiếng là Vinh và tồn tại mãi cho đến tận bây giờ. Chữ Vinh là gọi chệch của chữ Vịnh.
Cách đây hàng ngàn năm, người Việt cổ đã sinh sống trên vùng đất này khá đông đúc. Việc tìm thấy hai trống đồng thuộc thời đại Hùng Vương (cách đây 4.000 năm) dưới chân núi Quyết mà hiện nay đang lưu giữ tại Bảo tàng tổng hợp Nghệ An đã chứng minh điều đó.
Vinh Doanh là tên trấn thời nhà Lê, có thôn Vĩnh Yên và thôn Yên Vinh, nay là địa bàn thành phố Vinh. Thôn này sau là làng Vĩnh Yên, thuộc xã Yên Trường, tổng Yên Trường, huyện Chân Phúc, phủ Đức Quang, trấn Nghệ An. Đến thời nhà Nguyễn, thuộc huyện Nghi Lộc. Nơi đây có chợ Vĩnh và làng Yên Vinh, còn gọi là làng Vang, là nơi có Tòa Công sứ Pháp được xây dựng năm 1897 ở ngoài thành Nghệ An, phía tây thành, cạnh sông Vĩnh Giang và chợ Vĩnh. Theo Đinh Xuân Vịnh, trong Sổ tay địa danh Việt Nam, thì vì Tòa Công sứ Pháp đóng ở thôn Yên Vinh, nên về sau tên gọi Vinh dần dần thay thế cho tên gọi cũ là Vĩnh (tiếng địa phương gọi là Vịnh).
Là vùng đất có núi bao bọc lại nằm cạnh biển Đông, Vinh có một vị trí đặc biệt. Các Vua Đinh, Lê, Lý, Trần đều chú ý đến Vinh và đã cử các tướng tài vào đây trấn giữ. Nhưng đến thế kỷ XV dưới thời Lê Lợi và Nguyễn Trãi thì vùng Vinh mới thực sự được quan tâm đặc biệt.
Thế kỷ XVII thời kỳ Trịnh – Nguyễn phân tranh, Ninh Quận Công Trịnh Toàn nhiều năm đã đóng đại bản doanh ở Núi Quyết. Huy động nhân dân và binh lính xây thành ông Ninh, đào kênh nối sông Cồn Mộc (tức sông Vinh) với sông Lam.
Ngày 1 tháng 10 năm 1788, Hoàng đế Quang Trung đã quyết định cho xây dựng đế đô tại vùng đất Yên Trường, nay thuộc phường Trung Đô - thành phố Vinh - Nghệ An và đặt tên là thành Phượng Hoàng Trung Đô. Và bằng việc xây dựng đơn vị hành chính: Phượng Hoàng - Trung Đô đã khẳng định vị thế của đất Yên Trường trong sự cân đối hài hòa với Đông Đô ở miền Bắc, Tây Đô ở miền Nam và trong chiến lược lâu dài của Hoàng đế Quang Trung là sẽ xây dựng Yên Trường thành kinh đô của đất Việt. Dù rằng, chưa được xây dựng hoàn tất do sự nghiệp nhà Tây Sơn quá ngắn ngủi, nhưng Phượng Hoàng Trung Đô là một dấu son chói lọi trên chặng đường phát triển của đô thị Vinh. 

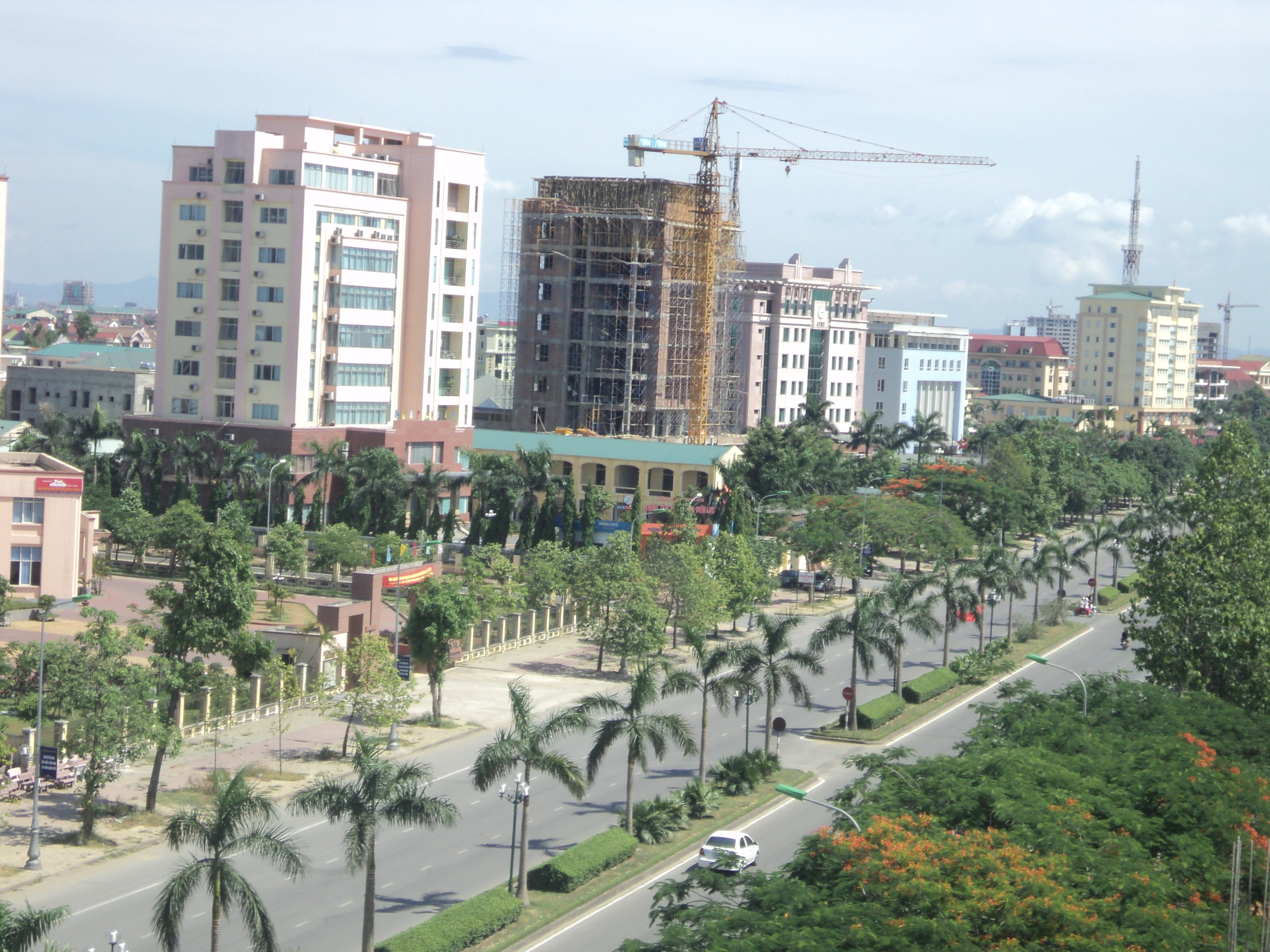
Đại lộ VI Lê Nin, đoạn vào thành phố Vinh

Từ đời vua Gia Long đến các đời vua Tự Đức, Thành Thái, Duy Tân, Khải Định vùng đất Yên Trường tiếp tục được coi trọng xây dựng. Dấu tích các cổng thành cổ Nghệ An đã là một minh chứng cho công cuộc xây dựng và phát triển vùng đất này.
Ngày 20 tháng 10 năm 1898, vua Thành Thái ra đạo dụ thành lập thị xã Vinh cùng với các thị xã Thanh Hóa, Huế, Fai-Fo (Hội An ngày nay), Quy Nhơn và Phan Thiết. Ngày 30 tháng 8 năm 1899, Toàn quyền Đông Dương chuẩn y đạo dụ này. Thị xã lúc đầu bao quanh thành Nghệ An, sau dần dần phát triển về phía Nam.
Ngày 10 tháng 12 năm 1927, Toàn quyền Đông Dương ra nghị định hợp nhất thị xã Vinh, thị xã Bến Thủy (thành lập ngày 11 tháng 3 năm 1914) và thị xã Trường Thi (thành lập ngày 27 tháng 8 năm 1917) thành thành phố Vinh - Bến Thủy, do Công sứ Nghệ An kiêm chức đốc lý (tức thị trưởng).
Cuối những năm 20, đầu những năm 30 của thể kỷ trước, Vinh được biết đến như một đô thị với những nhà máy, xí nghiệp, bến cảng, hãng buôn, nhà băng... nổi tiếng của người Pháp, Hoa Kiều, Ấn Kiều... Vinh cũng là thành phố của thợ thuyền với hàng vạn công nhân. Đó cũng là cái nôi của phong trào yêu nước và cách mạng.
Khi Việt Nam độc lập năm 1945, Vinh trở thành thị xã tỉnh lị của tỉnh Nghệ An.
Ngày 28 tháng 12 năm 1961, Bộ Chính trị có Nghị quyết số 32 về việc thành lập thành phố Vinh.
Ngày 10 tháng 10 năm 1963, Hội đồng Chính phủ đã ra Quyết định số 148/CP thành lập thành phố Vinh, gồm 3 xã: Hưng Bình, Hưng Dũng, Hưng Thủy . Vinh lúc này được coi là một trong 5 thành phố công nghiệp lớn nhất miền Trung Việt Nam.
Trong những năm chiến tranh chống Mỹ, Vinh là một trong những thành phố miền Bắc bị không quân Mỹ ném bom tàn phá nặng nề nhất, toàn thành phố hầu như bị san phẳng. Tòa nhà Kareba Dreams (nay là khách sạn Vinh Downtown nằm ở đại lộ VI Lê Nin) bị máy bay B52 của không quân Mỹ phá tan tành.
Ngày 26 tháng 12 năm 1970, chuyển 4 xã: Hưng Hòa, Hưng Lộc, Hưng Đông, Hưng Vĩnh, một phần đất đai ở bờ bắc sông Cầu Đước thuộc xã Hưng Chính (thành lập 2 xã Vinh Hưng và Vinh Tân) thuộc huyện Hưng Nguyên và xã Nghi Phú thuộc huyện Nghi Lộc về thành phố Vinh quản lý.
Ngày 1 tháng 5 năm 1974, Phó Thủ tướng Đỗ Mười (sau trở thành Tổng Bí thư Ban Chấp hành Trung ương Đảng Cộng sản Việt Nam) đã đặt viên gạch đầu tiên xây dựng lại thành phố. Thành phố được xây dựng lại theo kiểu thiết kế đô thị của Đông Đức và Liên Xô như các đại lộ lớn, rộng và các dãy nhà chung cư. Qua hơn 30 năm xây dựng và phát triển, đặc biệt là 20 năm đổi mới vừa qua, Vinh đã đạt được nhiều thành tựu to lớn. Cơ sở hạ tầng được xây dựng vững chắc, hệ thống giao thông phát triển. Nhiều công trình kinh tế, kỹ thuật, văn hoá lớn được xây dựng, nhiều khu đô thị mới đã mọc lên. Kinh tế phát triển ổn định, thường xuyên giữ mức tăng trưởng cao. Đời sống vật chất, tinh thần của nhân dân không ngừng đợc cải thiện, nâng cao.
Từ năm 1975, Vinh là tỉnh lị tỉnh Nghệ Tĩnh, gồm 5 phường: Hồng Sơn, Lê Mao, Quang Trung I, Quang Trung II, Trung Đô và 10 xã: Hưng Bình, Hưng Đông, Hưng Dũng, Hưng Hòa, Hưng Lộc, Hưng Thủy, Hưng Vĩnh, Nghi Phú, Vinh Hưng, Vinh Tân.
Ngày 2 tháng 3 năm 1979, giải thể 3 xã Hưng Bình, Hưng Thủy, Vinh Hưng để thành lập 9 phường: Cửa Bắc, Tân Vinh, Hưng Bình, Lê Lợi, Cầu Cảng, Bến Thủy, Trường Thi, Đội Cung, Cửa Nam; hợp nhất 2 xã Hưng Vĩnh và Hưng Đông thành xã Đông Vĩnh; sáp nhập xóm Yên Giang của xã Vinh Hưng và xóm Vĩnh Mỹ của xã Hưng Vĩnh vào xã Vinh Tân theo điều chỉnh quy hoạch thành phố Vinh.
Ngày 18 tháng 8 năm 1982, hợp nhất phường Quang Trung I vào phường Quang Trung II thành phường Quang Trung; sáp nhập phường Tân Vinh vào phường Lê Mao; tách phường Hưng Bình thành 2 phường: Hưng Bình và Hà Huy Tập.
Từ năm 1991, trở lại là tỉnh lị tỉnh Nghệ An.
Ngày 28 tháng 6 năm 1994, chia xã Đông Vĩnh thành phường Đông Vĩnh và xã Hưng Đông.
Ngày 13 tháng 8 năm 1993, Thủ tướng Chính phủ ra quyết định công nhận thành phố Vinh là đô thị loại II.
Ngày 23 tháng 8 năm 1994, sáp nhập phường Cửa Bắc vào phường Cửa Nam; sáp nhập phường Cầu Cảng vào phường Bến Thủy; chuyển xã Hưng Dũng thành phường Hưng Dũng.
Ngày 23 tháng 3 năm 2005, thành lập phường Hưng Phúc trên cơ sở 58,17 ha diện tích tự nhiên và 7.932 nhân khẩu của phường Hưng Bình, 55,73 ha diện tích tự nhiên và 1.535 nhân khẩu của phường Hưng Dũng; thành lập phường Quán Bàu trên cơ sở 111,20 ha diện tích tự nhiên và 5.300 nhân khẩu của phường Lê Lợi, 120,20 ha diện tích tự nhiên và 3.370 nhân khẩu của xã Hưng Đông.
Ngày 17 tháng 4 năm 2008, thành phố Vinh được mở rộng thêm trên cơ sở sáp nhập 4 xã: Nghi Kim, Nghi Đức, Nghi Liên, Nghi Ân thuộc huyện Nghi Lộc và xã Hưng Chính; 174 ha diện tích tự nhiên và 3.043 nhân khẩu của xã Hưng Thịnh thuộc huyện Hưng Nguyên; chuyển xã Vinh Tân thành phường Vinh Tân.
Ngày 5 tháng 9 năm 2008, tại Quyết định số 1210/QĐ-TTg, Thủ tướng Chính phủ đã công nhận thành phố Vinh là đô thị loại I trực thuộc tỉnh Nghệ An.
Ngày 4 tháng 6 năm 2024, Thủ tướng ban hành Quyết định số 475/QĐ-TTg về việc công nhận thành phố Vinh mở rộng, tỉnh Nghệ An đạt tiêu chí đô thị loại I (bao gồm toàn bộ thành phố Vinh hiện hữu, thị xã Cửa Lò hiện hữu và 4 xã: Nghi Xuân, Phúc Thọ, Nghi Thái, Nghi Phong thuộc huyện Nghi Lộc).
Ngày 12 tháng 6 năm 2024, Bộ Xây dựng ban hành Quyết định số 538/QĐ-BXD về việc công nhận khu vực dự kiến thành lập các phường thuộc thành phố Vinh mở rộng, tỉnh Nghệ An đạt các tiêu chuẩn trình độ phát triển cơ sở hạ tầng đô thị đối với phường của đô thị loại I.
Ngày 24 tháng 10 năm 2024, Ủy ban Thường vụ Quốc hội ban hành Nghị quyết số 1243/NQ-UBTVQH15 về việc sắp xếp đơn vị hành chính cấp huyện, cấp xã của tỉnh Nghệ An giai đoạn 2023 - 2025. Nghị quyết này có hiệu lực thi hành từ ngày 01 tháng 12 năm 2024:
- Sáp nhập thị xã Cửa Lò vào thành phố Vinh
- Chuyển 4 xã: Nghi Xuân, Phúc Thọ, Nghi Thái, Nghi Phong thuộc huyện Nghi Lộc về thành phố Vinh quản lý.
- Chuyễn 4 xã: Hưng Đông, Hưng Lộc, Nghi Đức, Nghi Phú thành phường có tên tương ứng
- Sáp nhập phường Hồng Sơn vào phường Vinh Tân
- Sáp nhập phường Đội Cung và phường Lê Mao vào phường Quang Trung.

Sau điều chỉnh, thành phố Vinh có 24 phường và 9 xã.
Ngày 16 tháng 6 năm 2025, Ủy ban Thường vụ Quốc hội ban hành Nghị quyết số 1678/NQ-UBTVQH15. Theo đó, sắp xếp lại các phường mới thuộc thành phố Vinh cũ:
- Sắp xếp toàn bộ diện tích tự nhiên, quy mô dân số của các phường Bến Thủy, Hưng Dũng, Hưng Phúc, Trung Đô, Trường Thi, Vinh Tân và xã Hưng Hòa thành phường mới có tên gọi là phường Trường Vinh.
- Sắp xếp toàn bộ diện tích tự nhiên, quy mô dân số của các phường Cửa Nam, Đông Vĩnh, Hưng Bình, Lê Lợi, Quang Trung và xã Hưng Chính thành phường mới có tên gọi là phường Thành Vinh.
- Sắp xếp toàn bộ diện tích tự nhiên, quy mô dân số của phường Hưng Đông, phường Quán Bàu, xã Nghi Kim và xã Nghi Liên thành phường mới có tên gọi là phường Vinh Hưng.
- Sắp xếp toàn bộ diện tích tự nhiên, quy mô dân số của các phường Hà Huy Tập, Nghi Đức, Nghi Phú và xã Nghi Ân thành phường mới có tên gọi là phường Vinh Phú.
- Sắp xếp toàn bộ diện tích tự nhiên, quy mô dân số của phường Hưng Lộc và các xã Nghi Phong, Nghi Thái, Nghi Xuân, Phúc Thọ thành phường mới có tên gọi là phường Vinh Lộc.
- Sắp xếp toàn bộ diện tích tự nhiên, quy mô dân số của các phường Nghi Hải, Nghi Hòa, Nghi Hương, Nghi Tân, Nghi Thu, Nghi Thủy và Thu Thủy thành phường mới có tên gọi là phường Cửa Lò.

Ngày 16 tháng 6 năm 2025, Quốc hội thông qua Luật Tổ chức chính quyền địa phương (sửa đổi) (Luật số 72/2025/QH15) gồm 07 chương, 54 điều. Luật có hiệu lực thi hành kể từ ngày Quốc hội thông qua 16/6/2025  . Theo đó, xác lập ĐVHC và mô hình tổ chức chính quyền địa phương 02 cấp.
Ngày 1 tháng 7 năm 2025, kết thúc hoạt động của thành phố Vinh.

## Địa lý

### Vị trí địa lý
Thành phố Vinh nằm ở phía đông nam của tỉnh Nghệ An, nằm cách trung tâm thủ đô Hà Nội khoảng 295 km về phía bắc, cách trung tâm Thành phố Hồ Chí Minh khoảng 1424 km về phía nam, có vị trí địa lý:
- Phía đông giáp biển Đông
- Phía tây giáp huyện Hưng Nguyên cũ (hiện nay giáp xã Hưng Nguyên)
- Phía nam giáp huyện Nghi Xuân cũ (hiện nay giáp xã Nghi Xuân và xã Tiên Điền), tỉnh Hà Tĩnh
- Phía bắc giáp huyện Nghi Lộc cũ (hiện nay giáp xã Nghi Lộc, xã Trung Lộc và xã Hải Lộc).

Thành phố Vinh là trung tâm kinh tế, chính trị của tỉnh và đã được Chính phủ quy hoạch để trở thành trung tâm kinh tế - văn hóa của vùng Bắc Trung Bộ.
Thành phố có vị trí ở phía Đông Nam của tỉnh bên cạnh sông Lam, và nằm trên trục giao thông Bắc Nam chính của Việt Nam, có thể dễ dàng tiếp cận bằng đường cao tốc, đường sắt, tàu thuyền và đường hàng không. Sân bay Quốc tế Vinh vừa được mở rộng được phục vụ bởi ba hãng hàng không: Vietnam Airlines, VietJet Air và Jetstar Pacific. Ngày 5 tháng 9 năm 2008, thành phố trở thành đô thị loại I thứ tư của Việt Nam sau Hải Phòng, Đà Nẵng và Huế. Thành phố tiếp giáp huyện Nghi Lộc về phía Bắc và phía Đông, huyện Hưng Nguyên về phía Tây và Tây Bắc, cũng như huyện Nghi Xuân và tỉnh Hà Tĩnh về phía Nam. Vinh nằm cách Hà Nội 300 km về phía Nam và cách Thành phố Hồ Chí Minh 1.400 km về phía Bắc. Thành phố có tổng diện tích là 166.22 km2, bao gồm 24 phường và 9 xã.

### Diện tích & Dân số

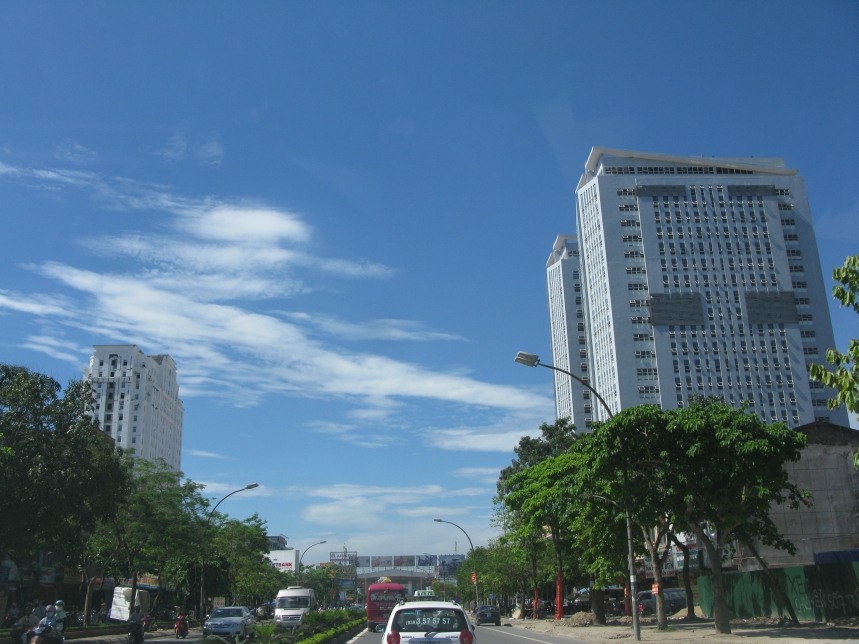
Đường Quang Trung, nằm trong trung tâm thành phố Vinh

Sau khi sáp nhập thị xã Cửa Lò và 4 xã thuộc huyện Nghi Lộc, thành phố Vinh có diện tích là 166.22 km², dân số là 580.669 người.

### Địa hình
Địa hình thành phố Vinh được kiến tạo bởi hai nguồn phù sa, đó là phù sa sông Lam và phù sa của biển Đông. Sau này sông Lam đổ dòng chảy về mạn núi Rú Rum thuộc dãy Trường Sơn thì miền đất này còn nhiều chỗ trũng và được phù sa bồi lấp dần. Địa hình bằng phẳng và cao ráo nhưng không đơn điệu, có núi Dũng Quyết hùng vĩ và dòng sông Lam thơ mộng bao quanh, tạo nên cảnh quan thiên nhiên của thành phố rất hài hòa và khoáng đạt.

### Khí hậu
Thành phố Vinh nằm trong vùng khí hậu nhiệt đới gió mùa, có 2 mùa rõ rệt và có sự biến động lớn từ mùa này sang mùa khác.
Nhiệt độ trung bình 24,3 °C, nhiệt độ có thể lên mức tuyệt đối 42.1 °C vào mùa hè,và thấp tuyệt đối 7 °C vào mùa đông. Độ ẩm trung bình 85–90%. Số giờ nắng trung bình 1.696 giờ. Năng lượng bức xạ dồi dào, trung bình 12 tỷ Keal/ha năm, lượng mưa trung bình hàng năm 2.000mm thích hợp cho các loại cây trồng phát triển.
| Dữ liệu khí hậu của Vinh                                     | Dữ liệu khí hậu của Vinh | Dữ liệu khí hậu của Vinh | Dữ liệu khí hậu của Vinh | Dữ liệu khí hậu của Vinh | Dữ liệu khí hậu của Vinh | Dữ liệu khí hậu của Vinh | Dữ liệu khí hậu của Vinh | Dữ liệu khí hậu của Vinh | Dữ liệu khí hậu của Vinh | Dữ liệu khí hậu của Vinh | Dữ liệu khí hậu của Vinh | Dữ liệu khí hậu của Vinh | Dữ liệu khí hậu của Vinh |
| Tháng                                                        | 1                        | 2                        | 3                        | 4                        | 5                        | 6                        | 7                        | 8                        | 9                        | 10                       | 11                       | 12                       | Năm                      |
| ------------------------------------------------------------ | ------------------------ | ------------------------ | ------------------------ | ------------------------ | ------------------------ | ------------------------ | ------------------------ | ------------------------ | ------------------------ | ------------------------ | ------------------------ | ------------------------ | ------------------------ |
| Cao kỉ lục °C (°F)                                           | 34.9 (94.8)              | 35.8 (96.4)              | 39.1 (102.4)             | 40.3 (104.5)             | 41.1 (106.0)             | 42.1 (107.8)             | 41.1 (106.0)             | 39.5 (103.1)             | 39.9 (103.8)             | 37.0 (98.6)              | 36.1 (97.0)              | 31.6 (88.9)              | 42.1 (107.8)             |
| Trung bình ngày tối đa °C (°F)                               | 20.5 (68.9)              | 21.0 (69.8)              | 23.7 (74.7)              | 28.2 (82.8)              | 32.4 (90.3)              | 34.1 (93.4)              | 34.3 (93.7)              | 33.0 (91.4)              | 30.7 (87.3)              | 27.9 (82.2)              | 25.1 (77.2)              | 21.9 (71.4)              | 27.7 (81.9)              |
| Trung bình ngày °C (°F)                                      | 17.5 (63.5)              | 18.2 (64.8)              | 20.6 (69.1)              | 24.4 (75.9)              | 28.0 (82.4)              | 29.8 (85.6)              | 29.9 (85.8)              | 28.8 (83.8)              | 27.1 (80.8)              | 24.7 (76.5)              | 21.8 (71.2)              | 18.8 (65.8)              | 24.1 (75.4)              |
| Tối thiểu trung bình ngày °C (°F)                            | 15.6 (60.1)              | 16.5 (61.7)              | 18.7 (65.7)              | 22.1 (71.8)              | 25.0 (77.0)              | 26.7 (80.1)              | 26.6 (79.9)              | 25.9 (78.6)              | 24.6 (76.3)              | 22.5 (72.5)              | 19.6 (67.3)              | 16.6 (61.9)              | 21.7 (71.1)              |
| Thấp kỉ lục °C (°F)                                          | 4.0 (39.2)               | 7.0 (44.6)               | 7.3 (45.1)               | 13.4 (56.1)              | 17.4 (63.3)              | 19.7 (67.5)              | 21.5 (70.7)              | 21.3 (70.3)              | 16.7 (62.1)              | 15.0 (59.0)              | 9.9 (49.8)               | 5.1 (41.2)               | 4.0 (39.2)               |
| Lượng Giáng thủy trung bình mm (inches)                      | 52.3 (2.06)              | 39.7 (1.56)              | 49.1 (1.93)              | 62.0 (2.44)              | 140.9 (5.55)             | 108.5 (4.27)             | 122.4 (4.82)             | 234.2 (9.22)             | 480.7 (18.93)            | 514.1 (20.24)            | 162.8 (6.41)             | 69.9 (2.75)              | 2.045,5 (80.53)          |
| Số ngày giáng thủy trung bình                                | 13.3                     | 13.9                     | 14.6                     | 11.0                     | 10.7                     | 8.2                      | 7.8                      | 12.3                     | 14.9                     | 16.3                     | 13.1                     | 11.3                     | 147.6                    |
| Độ ẩm tương đối trung bình (%)                               | 89.3                     | 90.8                     | 90.4                     | 87.8                     | 80.8                     | 74.5                     | 73.7                     | 79.8                     | 85.3                     | 86.7                     | 86.1                     | 85.9                     | 84.2                     |
| Số giờ nắng trung bình tháng                                 | 68.7                     | 50.9                     | 69.4                     | 131.8                    | 216.3                    | 204.9                    | 219.8                    | 189.3                    | 157.5                    | 127.7                    | 99.4                     | 76.9                     | 1.614,1                  |
| Nguồn: Vietnam Institute for Building Science and Technology |                          |                          |                          |                          |                          |                          |                          |                          |                          |                          |                          |                          |                          |

## Hành chính
Thành phố Vinh trước đây được chia thành 33 đơn vị hành chính cấp xã trực thuộc, bao gồm 24 phường: Bến Thủy, Cửa Nam, Đông Vĩnh, Hà Huy Tập, Hưng Bình, Hưng Dũng, Hưng Đông, Hưng Lộc, Hưng Phúc, Lê Lợi, Nghi Đức, Nghi Hải, Nghi Hòa, Nghi Hương, Nghi Phú, Nghi Tân, Nghi Thu, Nghi Thủy, Quán Bàu, Quang Trung, Thu Thủy, Trung Đô, Trường Thi, Vinh Tân và 9 xã: Hưng Chính, Hưng Hòa, Nghi Ân, Nghi Kim, Nghi Liên, Nghi Phong, Nghi Thái, Nghi Xuân, Phúc Thọ.
Từ ngày 1 tháng 7 năm 2025, thành phố Vinh không còn hoạt động như một đơn vị hành chính cấp huyện, mà được chia thành 6 phường quản lý, bao gồm: Trường Vinh, Thành Vinh, Vinh Hưng, Vinh Lộc, Vinh Phú và Cửa Lò . Các phường này đều được quản lý trực tiếp bởi tỉnh Nghệ An.

## Kinh tế

Một góc trung tâm thành phố Vinh.

Thành phố Vinh nằm giữa hai khu kinh tế lớn là Nghi Sơn (Thanh Hóa) và Vũng Áng (Hà Tĩnh), bên cạnh thành phố là Khu kinh tế Đông Nam Nghệ An.
Năm 2024, tốc độ tăng trưởng kinh tế đạt 7,28%, quy mô kinh tế 51.447 tỷ đồng, thu nhập bình quân đầu người đạt hơn 138,4 triệu đồng, thu ngân sách đạt 7.908,2 tỷ đồng.
Vinh cũng được biết đến là một thành phố trẻ năng động, có nhiều tòa nhà cao tầng. Hiện có rất nhiều dự án phát triển đô thị tại đây. Trong tương lai không xa, Vinh sẽ là một thành phố hiện đại xứng tầm là đô thị trung tâm vùng Bắc Trung Bộ.
Năm 2023, cơ cấu kinh tế: 
- Công nghiệp chiếm tỷ lệ 38,5%
- Dịch vụ chiếm 60%
- Nông nghiệp chiếm 1,5%.[21]

### Công nghiệp
Là đô thị hạt nhân có tác động lan tỏa mạnh mẽ đến tốc độ công nghiệp hoá của tỉnh Nghệ An, trong nhiều năm qua cơ cấu kinh tế thành phố Vinh chuyển dịch tích cực và đúng hướng, trong đó tốc độ phát triển công nghiệp khá nhanh tập trung chủ yếu là công nghiệp sạch. Tạo tiền đề phát triển nhiều ngành công nghiệp  chế biến thực phẩm - đồ uống, chế biến thủy hải sản, dệt may, vật liệu xây dựng, cơ khí, sản xuất đồ thủ công mỹ nghệ, chế tác đá mỹ nghệ, đá trang trí, sản xuất bao bì, nhựa, giấy,...
Hiện nay, trên địa bàn thành phố Vinh có 7 khu công nghiệp và một số cụm công nghiệp:
- KCN Nam Cấm, VSIP, WHA, HOÀNG MAI 1, Bắc Vinh
- CCN Nghi Phú, Hưng Đông, Hưng Lộc, Nghi Thạch, khu công nghệ cao, dệt may - khai thác cảng Bến Thủy, sản xuất Vật liệu xây dựng Trung Đô.

### Thương mại – Dịch vụ

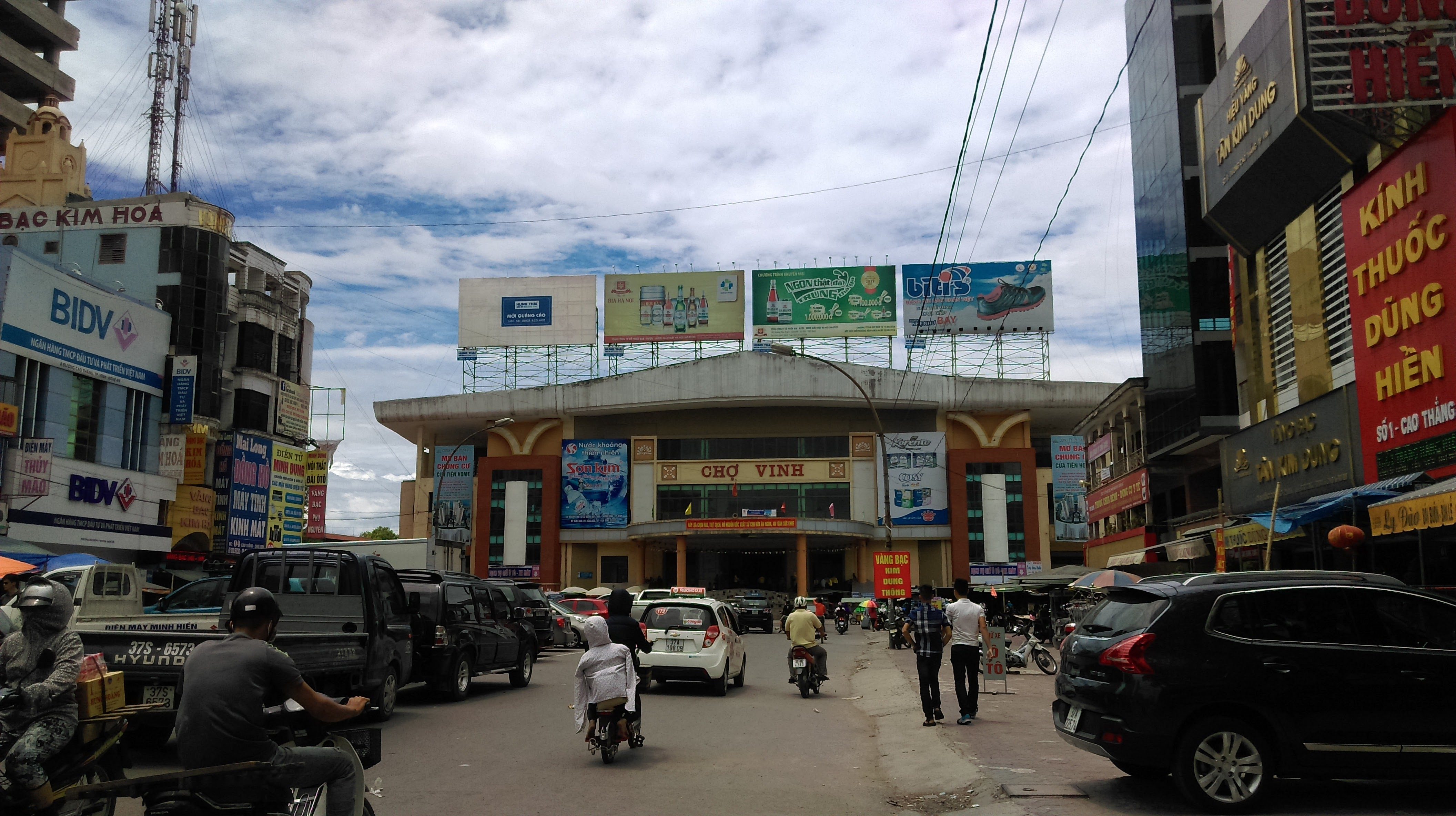
Chợ Vinh

Các ngành dịch vụ như thương mại, tài chính – ngân hàng, du lịch, khách sạn cũng phát triển nhanh chóng và ổn định. Với hệ thống ngân hàng, các công trình chợ đầu mối bán buôn bán lẻ, siêu thị, hệ thống khách sạn đa cấp, đầu mối các tour du lịch của tỉnh và vùng Bắc Trung Bộ, tạo cơ sở để trở thành trung tâm tài chính, thương mại, dịch vụ và du lịch của khu vực Bắc miền Trung. Từ năm 2003 - 2008, tỷ trọng dịch vụ đạt gần 60% GDP của thành phố và so với tính quy luật chung thì tỷ trọng dịch vụ trên thể hiện sự tiến bộ trong cơ cấu kinh tế của thành phố Vinh ngày càng rõ nét.
Trung tâm Thương mại

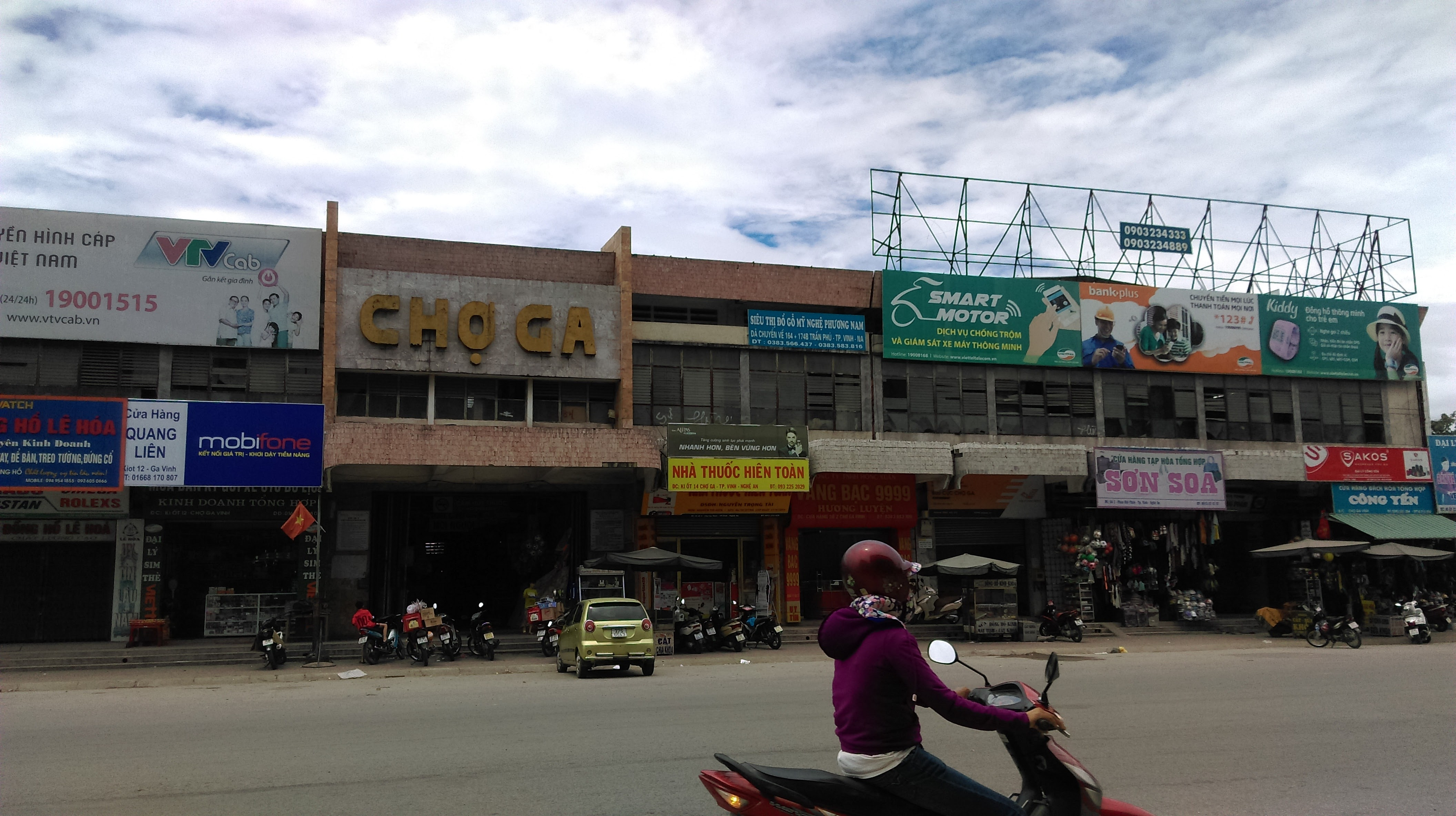
Chợ Ga

Hiện nay, ở Vinh có các chợ lớn là Chợ Vinh, Chợ Ga Vinh, Chợ Quán Lau. Thành phố đang triển khai dự án xây dựng khu phố thương mại Vinh trên trục đường ven Sông Lam, đoạn Vinh - Cửa Lò. Tại đây đang xây dựng các trung tâm thương mại lớn gắn với hệ thống siêu thị cao trên 30 tầng, ngoài ra còn có tổ hợp các khách sạn cao cấp, khu văn phòng cao trên 20 tầng tạo thành một khu thương mại du lịch lý tưởng mang tầm khu vực, một hệ thống đô thị thương mại ven sông.
Các Khu phố chuyên doanh

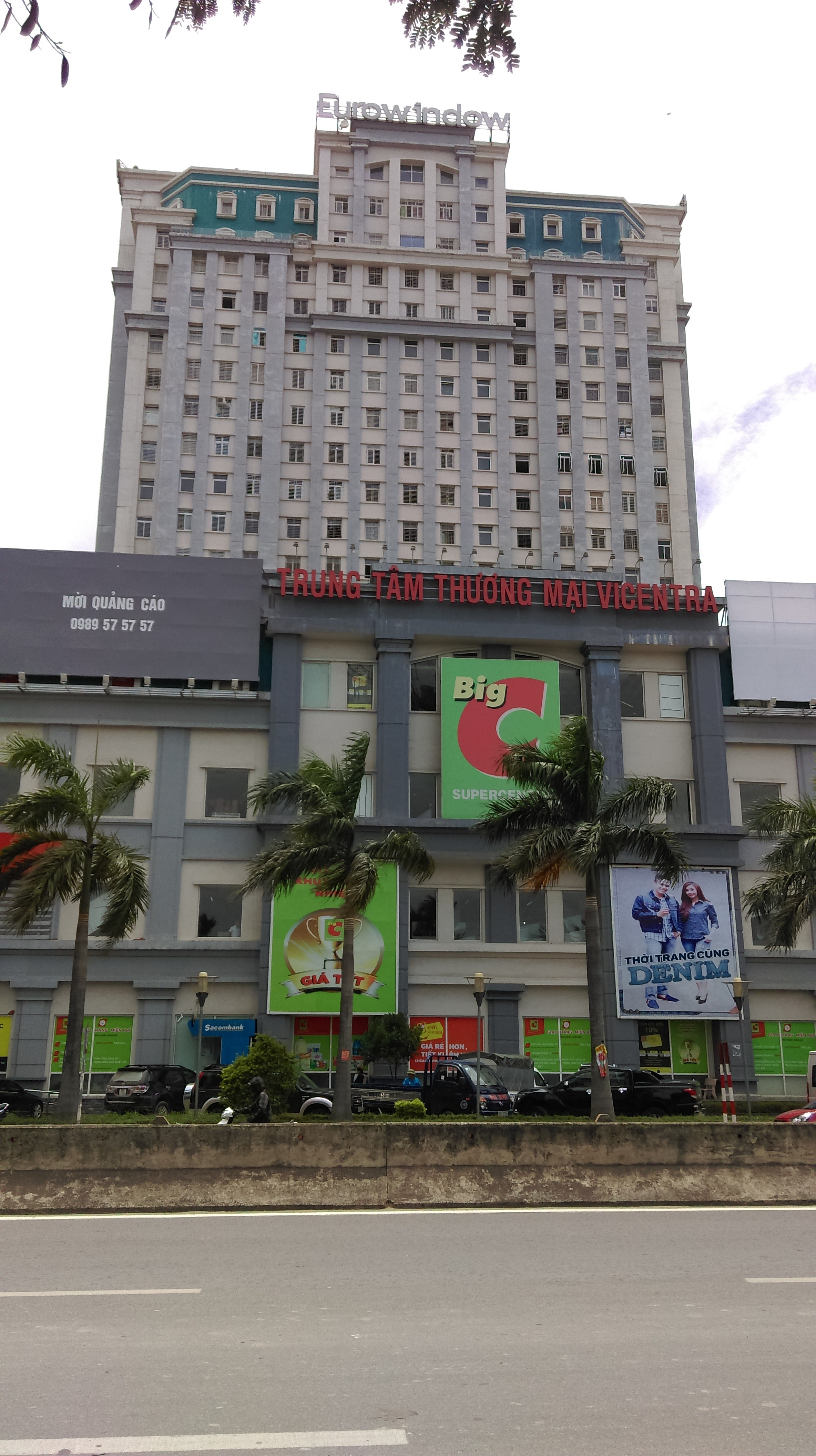
Trung tâm Thương mại Vicentra, Vinh

- Đường Nguyễn Thị Minh Khai chuyên doanh các mặt hàng điện thoại di động, thiết bị viễn thông, công nghệ thông tin,...
- Đường Phan Đình Phùng, Phạm Hồng Thái chuyên kinh doanh các mặt hàng vật liệu xây dựng.
- Đường Trần Phú chuyên kinh doanh các mặt hàng trang trí, nội ngoại thất.
- Đường Cao Thắng chuyên kinh doanh vàng bạc, đá quý và trao đổi ngoại tệ.
- Đường Đặng Thái Thân, Lê Hồng Phong chuyên kinh doanh mỹ phẩm, quần áo thời trang.
- Đường Quang Trung chuyên doanh các mặt hàng xe gắn máy, điện tử, điện lạnh,...
- Đường Đào Tấn, Nguyễn Văn Cừ, Hồ Xuân Hương chuyên kinh doanh hàng ẩm thực ăn uống, giải khát.
- Đường Phan Bội Châu chuyên kinh doanh phụ tùng xe ô tô, sửa chữa ô tô,...

Tài chính - Ngân hàng
- Hệ thống Ngân hàng: ngoài Ngân hàng Thương mại Cổ phần Bắc Á có hội sở chính ở Vinh - ngân hàng duy nhất của khu vực Miền Trung - Tây Nguyên, hầu hết các Ngân hàng của Việt Nam với gần 40 Ngân hàng thương mại nhà nước, thương mại cổ phần với hàng trăm Phòng giao dịch có mặt tại thành phố Vinh. Các Ngân hàng lớn trong hệ thống Ngân hàng Quốc doanh như Vietcombank, Vietinbank, BIDV, Ngân hàng nông nghiệp đều có 2 chi nhánh cấp 1 tại thành phố gồm Vietcombank Vinh, Vietcombank Trung Đô, Vietinbank Nghệ An, Vietinbank Bến Thủy, BIDV Nghệ An, BIDV Thành Vinh, NHNN Nghệ An, Nam Nghệ An.
- Các công ty Chứng khoán: Công ty Chứng khoán Việt, Ngân hàng Nông nghiệp Nghệ An, Sara Group, VVS An Phú, FPTS,...
- Các công ty Tài chính: Công ty Kiều hối Ngân hàng Đông Á, Tiết kiệm Bưu điện Nghệ An, Tài chính Dầu khí Nghệ An, Vàng bạc Đá quý PNJ, Ngân hàng Nông nghiệp Bắc miền Trung,...

### Hạ tầng
Hiện nay, trên địa bàn thành phố Vinh đã và đang hình thành một số khu đô thị mới như: Vinh Tân, Nghi Phú, Đại Thành - Nghi Kim, Đường 72m Vinh, Tây Đại lộ VI Lenin,...

### An ninh - Quốc phòng
Bộ Tư lệnh Quân khu 4 đặt tại thành phố Vinh có nhiệm vụ chỉ huy, quản lý và tổ chức xây dựng quân đội chiến đấu, bảo vệ vùng Bắc Trung Bộ Việt Nam. Quân khu 4 có địa bàn rộng, bao gồm 6 tỉnh: Thanh Hóa, Nghệ An, Hà Tĩnh, Quảng Bình, Quảng Trị và Thừa Thiên Huế. Địa bàn Quân khu 4 có vị trí hết sức quan trọng. Từ xa xưa đây đã từng là chốn biên thùy, là phên dậu, là nơi xuất phát của nhiều cuộc khởi nghĩa và chiến tranh giữ nước của dân tộc. Qua hai cuộc kháng chiến chống thực dân Pháp và đế quốc Mỹ, mảnh đất Khu 4 vừa là tiền tuyến, vừa là hậu phương vững chắc. Quân và dân Khu 4 vừa hoàn thành xuất sắc nhiệm vụ quốc gia, vừa làm tròn nghĩa vụ quốc tế với cách mạng Lào, Cam-pu-chia.

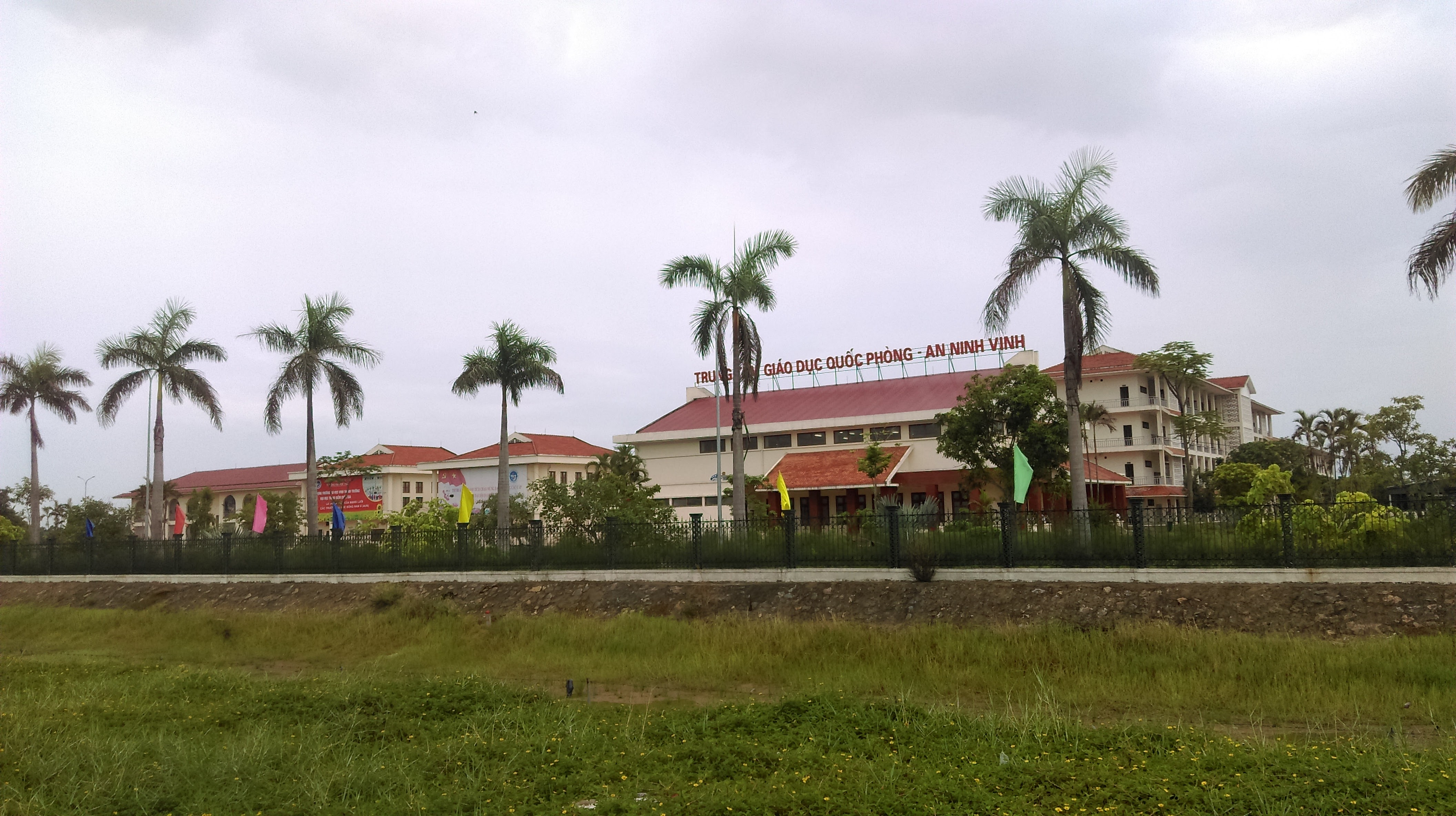
Trung tâm Giáo dục Quốc phòng và An ninh Vinh

## Xã hội

### Giáo dục
Thành phố Vinh là trung tâm giáo dục & đào tạo lớn thứ ba của khu vực miền Trung – Tây Nguyên sau thành phố Đà Nẵng và thành phố Huế. Hiện nay trên địa bàn thành phố có 6 trường đại học, 13 trường cao đẳng và nhiều phân hiệu, cùng nhiều trường trung học chuyên nghiệp, trung tâm dạy nghề và hàng trăm trường học từ bậc học phổ thông tới ngành học mầm non.
Trường Phổ thông
Tại địa bàn, có nhiều trường trung học khác nhau phục vụ nhu cầu học tập của học sinh, một số trường lớn, tiêu biểu như:
- Trường THPT Chuyên Phan Bội Châu
- Trường THPT Chuyên Đại học Vinh
- Trường THPT Huỳnh Thúc Kháng (Vinh 1)
- Trường THPT Hà Huy Tập (Vinh 2)
- Trường THPT Lê Viết Thuật (Vinh 3)
- Trường THPT Cửa Lò
- Trường THPT Cửa Lò 2
- Trường THPT Nghi Lộc 3

Trường Cao đẳng
1. Trường Cao đẳng Kỹ thuật Công nghiệp Việt Nam-Hàn Quốc
2. Trường Cao đẳng Văn hóa - Nghệ thuật Nghệ An
3. Trường Cao đẳng Du lịch và Thương mại Nghệ An
4. Trường Cao đẳng Giao thông vận tải Miền Trung
5. Trường Cao đẳng Kinh tế - Kỹ thuật số 1
6. Trường Cao đẳng Hoan Châu
7. Trường Cao đẳng Việt - Anh
8. Trường Cao đẳng Nghề Kỹ thuật Việt - Đức
9. Trường Cao đẳng Nghề số 4 - Bộ Quốc phòng
10. Trường Cao đẳng Nghề công nghiệp LILAMA 2
11. Trường Cao đẳng Nghề Kinh tế - Kỹ thuật Vinatex (cơ sở Vinh)
12. Trường Cao đẳng Nghề Dầu khí (Phân hiệu tại TP. Vinh)
13. Trường Cao đẳng Kinh tế Kĩ thuật Thái Nguyên (phân hiệu tại TP. Vinh)
14. Trường Cao đẳng Bách Nghệ Hải Phòng (Phân hiệu tại TP. Vinh)
15. Trường Cao đẳng công nghiệp Huế (cơ sở Vinh).

Đại học
Xem thêm Danh sách trường đại học, cao đẳng và trung cấp tại Nghệ An
- Trường Đại học Vinh (1959) - Trường Đại học trọng điểm quốc gia Việt Nam

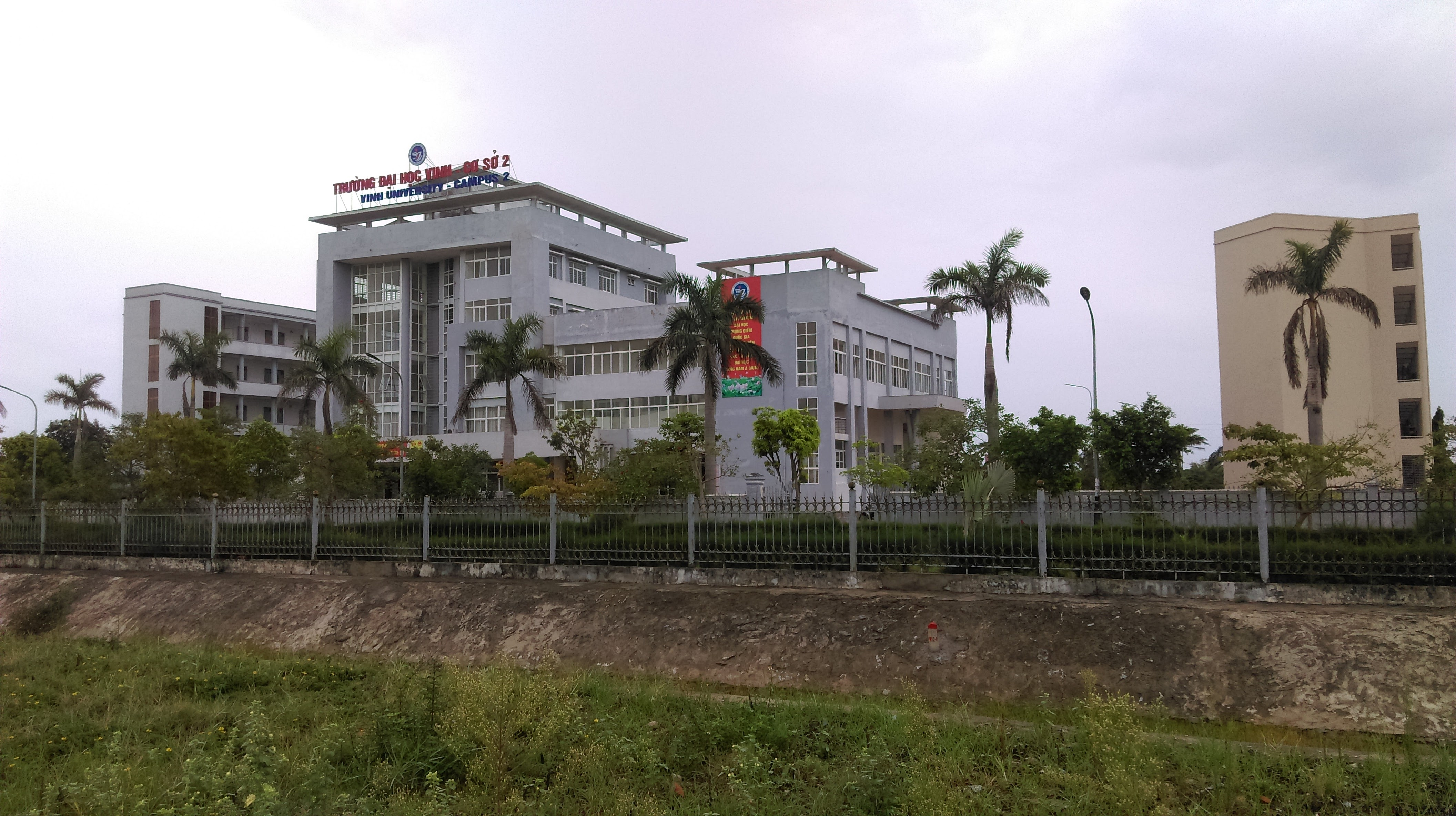
Trường Đại học Vinh - cơ sở 2

- Trường Đại học Sư phạm Kỹ thuật Vinh (2006)
- Trường Đại học Công nghệ Vạn Xuân (2008)
- Trường Đại học Y khoa Vinh (2010)
- Trường Đại học Công nghiệp Vinh (2013)[22]
- Trường Đại học Nghệ An (2014)[23][24]

Tổng số sinh viên các trường Đại học, Cao đẳng, Trung Cấp: gần 100 ngàn người (năm 2011).
Sắp tới trên địa bàn thành phố Vinh sẽ có thêm các trường Đại học cấp khu vực được thành lập, nâng cấp như: 
1. Trường Đại học Văn hóa và Nghệ thuật Vinh
2. Trường Đại học Kỹ thuật Công nghiệp Việt - Hàn
3. Trường Đại học Thương mại và Du lịch Vinh
4. Học viện Kiểm toán Việt Nam
5. Trường Đại học Kinh tế - Kỹ thuật Vinh
6. Phân hiệu 2 - Trường Đại học Xây dựng Hà Nội,...

### Y tế
Trên địa bàn thành phố hiện có khoảng 24 bệnh viện đa khoa và chuyên khoa, cùng nhiều trung tâm y tế, phòng khám đa khoa khác.
Hệ thống bệnh viện tại thành phố hiện nay:
1. Bệnh viện Hữu nghị Đa khoa Nghệ An
2. Bệnh viện Ung bướu Nghệ An
3. Bệnh viện Đa khoa thành phố Vinh
4. Bệnh viện Giao thông Vận tải miền Trung
5. Bệnh viện Quốc tế TP. Vinh
6. Bệnh viện Răng- Hàm- Mặt và Phẫu thuật thẩm mĩ Thái Thượng Hoàng
7. Bệnh viện Chấn thương - chỉnh hình
8. Bệnh viện Nội tiết Nghệ An
9. Bệnh viên Tâm thần Nghệ An
10. Bệnh viện Y học cổ truyền Nghệ An
11. Bệnh viện Phổi Nghệ An
12. Bệnh viện Quân y IV
13. Bệnh viện Sản Nhi Nghệ An
14. Bệnh viện 115
15. Bệnh viện Mắt Nghệ An
16. Bệnh viện Mắt Vinh - Sài Gòn
17. Bệnh viện Đa khoa Cửa Đông
18. Bệnh viện Đa khoa Thái An
19. Bệnh viện Đa khoa Đông Âu
20. Bệnh viện TTH - Nghệ An
21. Bệnh viện Tai - Mũi - Họng Miền Trung
22. Bệnh viện Đại học y khoa Vinh
23. Bệnh viện Da liễu Nghệ An.
24. Bệnh viện Công an tỉnh Nghệ An

### Trung tâm và Viện nghiên cứu khu vực
Tại thành phố Vinh tập trung nhiều cơ quan cấp vùng về chính trị; An ninh - Quốc phòng; Kinh tế; Văn hóa - Xã hội, Giáo dục; Y tế,....
Một số cơ quan:
- Bộ Tư lệnh Quân khu 4
- Viện Khoa học Kỹ thuật Nông nghiệp Bắc Trung Bộ
- Viện Quy hoạch Kiến trúc Bắc Trung Bộ
- Viện nghiên cứu Văn hóa và Ngôn ngữ Bắc Trung Bộ
- Viện Ngôn ngữ Quốc tế Vạn Xuân
- Phân viện Điều tra Quy hoạch rừng Bắc Trung Bộ
- Phân Viện nghiên cứu và nuôi trồng thủy sản Bắc Trung Bộ
- Đài Khí tượng Thủy văn khu vực Bắc Trung Bộ
- Trung tâm Khí tượng Thủy văn Bắc Trung Bộ
- Trung tâm Phát hành sách Bắc miền Trung
- Kiểm toán Nhà nước khu vực II, chịu trách nhiệm kiểm toán khu vực Bắc Trung Bộ
- Trung tâm Tần số Vô tuyến điện Khu vực 6
- Công viên phần mềm VTC
- Liên đoàn Địa chất Bắc Trung Bộ
- Khu Quản lý đường bộ 4
- Ban quản lý dự án 4 - Bộ Giao thông
- Ban quản lý dự án 85 (PMU 85)- Bộ Giao thông
- Ban Quản lý Đầu tư và Xây dựng Thủy lợi 4 - Bộ Nông nghiệp - PTNT
- Ban quản lý các dự án Thủy điện BTB - Bộ Công thương
- Ban quản lý các dự án Nhiệt điện điện BTB - Bộ Công thương
- Trung tâm điều hành sản xuất các nhà máy điện BTB - Bộ Công thương
- Công ty hoa tiêu hàng hải khu vực VI - Bộ giao thông vận tải
- Trung tâm thú y vùng 3
- Trung tâm bảo vệ thực vật vùng Khu IV
- Chi cục Kiểm dịch thực vật vùng VI
- Đoàn Tài nguyên nước Bắc Trung Bộ
- Chi cục bảo vệ thực vật vùng khu IV
- Xí nghiệp đảm bảo an toàn hàng hải khu vực Bắc Trung Bộ
- Bảo hiểm tiền gửi Việt Nam khu vực Bắc Trung Bộ
- Trung đoàn CSCĐ Bắc Trung Bộ
- Đoàn Đặc nhiệm PCTP ma túy số 2
- Phân viện Pháp y tâm thần Bắc miền Trung

## Văn hóa - Du lịch

### Văn hóa
Quảng trường và Tượng đài Hồ Chí Minh

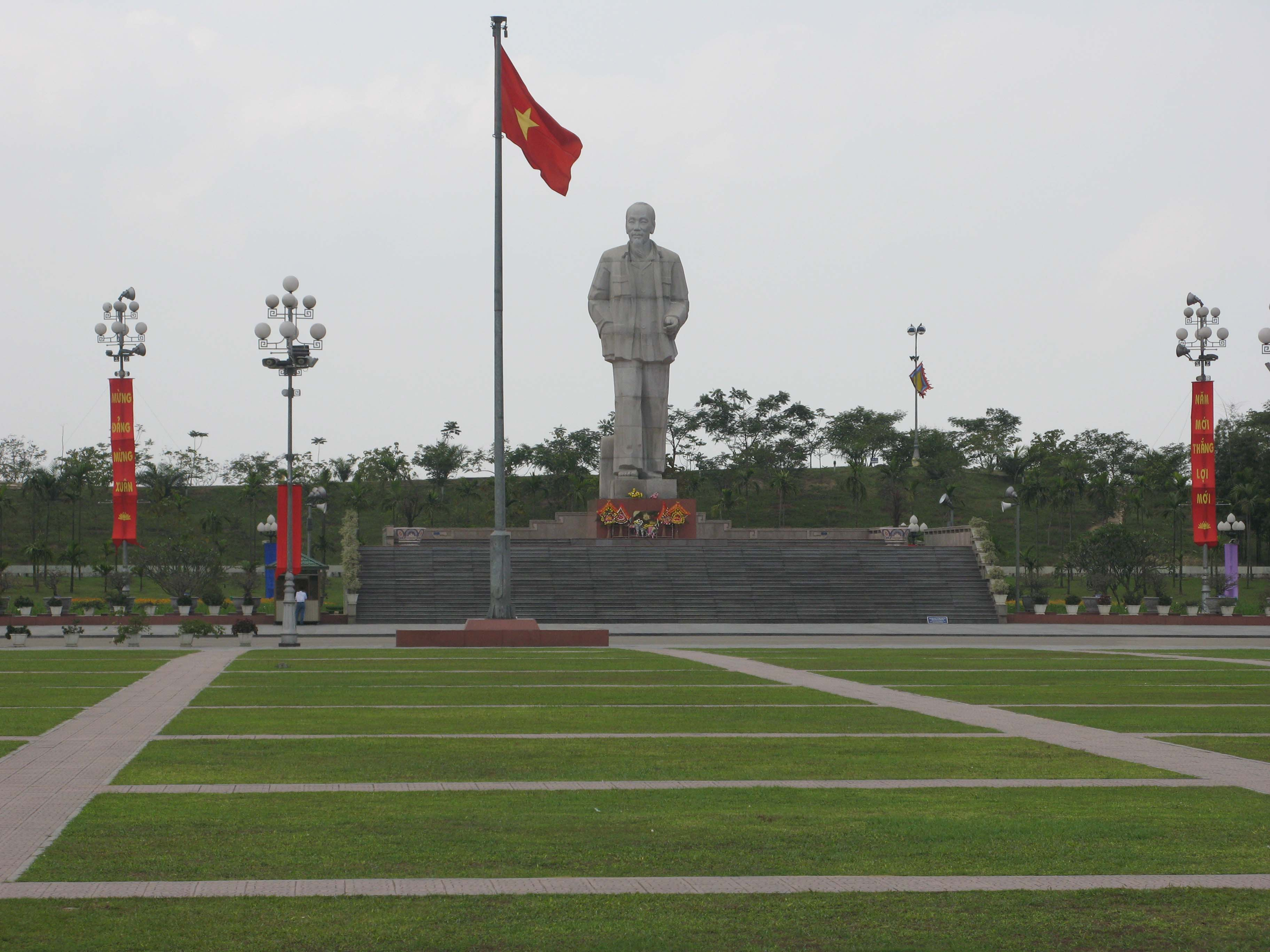
Tượng đài Chủ tịch Hồ Chí Minh

Công trình Quảng trường và Tượng đài Hồ Chí Minh nằm trên địa bàn phường Trường Thi, phía Bắc giáp đường Hồ Tùng Mậu, phía Đông giáp đường Trường Thi, phía Nam giáp đường Trần Phú (QL IA). Được khởi công xây dựng vào năm 2000, khánh thành vào 19 tháng 5 năm 2003 đúng dịp kỷ niệm 113 năm ngày sinh nhật của Chủ tịch Hồ Chí Minh.
Quần thể quảng trường và tượng đài rộng 11ha, gồm nhiều hạng mục như: lễ đài, cột cờ, đường diễu hành, sân hành lễ, hệ thống điện chiếu sáng, thảm cỏ, cây xanh, hệ thống đài phun nước tạo cảnh, núi Chung mô phỏng theo núi Chung ở Làng Sen quê của Người. Trên 1.650 loài cây tiêu biểu của mọi miền đất nước Việt Nam đã được đem về trồng, trên đỉnh có vườn cây lưu niệm của các lãnh đạo Đảng Cộng sản Việt Nam, Nhà nước và nhiều nhân vật quốc tế trồng trong những dịp đến viếng thăm.
Tượng đài Chủ tịch Hồ Chí Minh đặt ở vị trí trang trọng ở phía Tây-Nam của Quảng trường. Tượng cao 18m, làm bằng chất liệu đá granít Bình Định.
Quảng trường Hồ Chí Minh không chỉ là một trong những biểu tượng văn hóa của nhân dân Nghệ An, mà còn là địa chỉ quan trọng của du khách trong và ngoài nước trên con đường di sản miền Trung.
Phượng Hoàng Trung Đô
Phượng Hoàng Trung Đô là kinh thành do vua Quang Trung (tức Nguyễn Huệ, 1752-1792) xây dựng bên dòng sông Lam và núi Dũng Quyết, nay thuộc thành phố Vinh - tỉnh Nghệ An. Thành được xây vào năm 1788. Tại đây vua Quang Trung đã tập trung 10 vạn quân trước khi tiến ra Bắc để giành lại thành Thăng Long lúc bấy giờ đang bị quân Thanh xâm chiếm. Ngôi thành này dự định được xây dựng để thay thế kinh đô Phú Xuân, được đặt tên theo ý nghĩa chim Phượng Hoàng, một loài chim có ở trong truyền thuyết. Trung Đô còn có ý nghĩa là kinh đô nằm giữa vùng lãnh thổ do vua 
Quang Trung kiểm soát.
Thành cổ Nghệ An

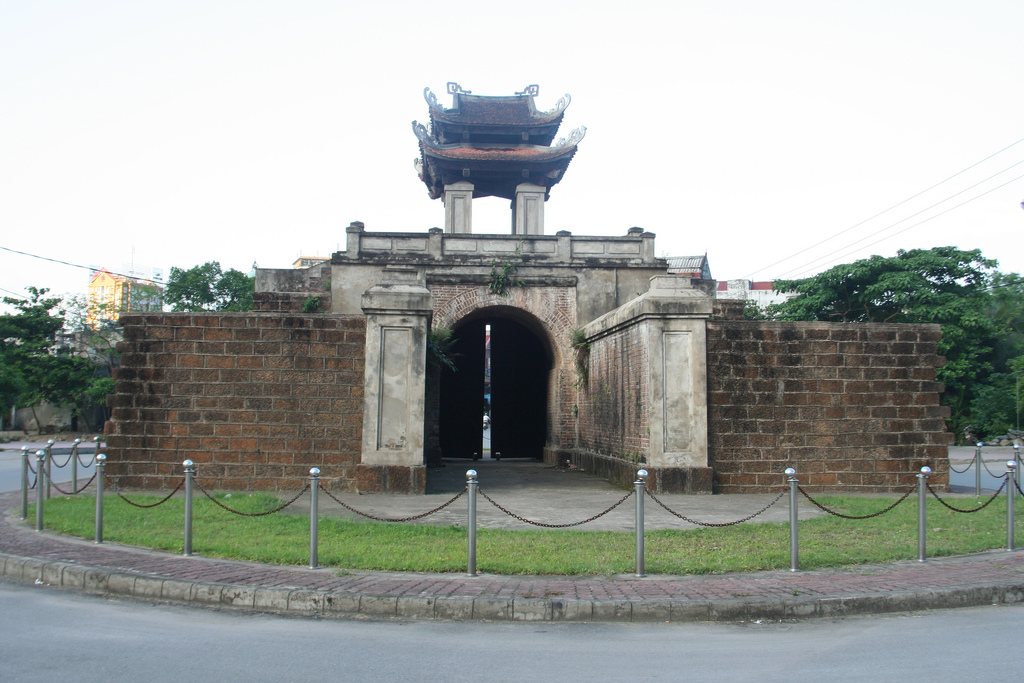
Di tích Hữu môn thành cổ Nghệ An

Năm 1803, vua Gia Long ra Bắc, chọn làng Vĩnh Yên nằm phía Tây bắc Dũng Quyết (khu vực thành cổ bây giờ) xây trấn sở. Năm 1884 chính thức dời trấn từ Dũng Quyết về Vĩnh Yên, cho xây thành Nghệ An bằng đất. Mãi đến năm 1831 vua Minh Mạng mới cho xây lại thành bằng đá ong theo kiểu Vauban. Thành có 6 cạnh, chu vi dài 603 trượng (2.412 m), cao 1 trượng, 1 tấc, 5 thước (4,42 m), diện tích: 420.000 m², bao xung quanh có hào rộng 7 trượng (28 m), sâu 8 thước ta (3,20 m). Lúc khởi công, triều đình nhà Nguyễn đã huy động 1000 lính Thanh Hoá, 4000 lính Nghệ An. Đến thời Tự Đức, khi nâng cấp phải lấy 8599 phiến đá sò từ Diễn Châu và đá ong từ Nam Đàn, 4.848 cân vôi, 155 cân mật mía, với tổng kinh phí là 3.688 quan tiền.
Thành cổ có 3 cửa ra vào. Cửa tiền là cửa chính hướng về phía Nam, cửa để vua ngự giá, các quan trong lục bộ triều đình và tổng đốc ra vào. Cửa Tả hướng về phía đông, Cửa hữu hướng về phía Tây. Muốn đi qua các cửa đều phải qua một cái cầu. Bên trong, công trình lớn nhất là hành cung, phía đông hành cung có dinh thống đốc, phía nam có dinh bố chánh và án sát, dinh lãnh binh, dinh đốc học, phía bắc có trại lính và nhà ngục. Sau này phía tây có nhà giám binh người Pháp. Toàn bộ được trang bị 65 khẩu thần công, 47 khẩu đặt ở các vọng gác, số còn lại tập trung ở hành cung và dinh thống đốc.
Trải qua nhiều biến cố của lịch sử và sự phá hoại của chiến tranh, di tích thành cổ hầu như không còn lại gì, chỉ còn lại 3 cổng thành và khu hồ bao quanh. Tỉnh Nghệ An và Thành phố Vinh đã có quy hoạch khôi phục lại di tích và cải tạo thành một công viên văn hoá lớn của thành phố.
Văn Miếu Vinh
Văn Miếu Vinh được xây dựng vào năm 1803 dưới triều vua Gia Long, là một công trình tiêu biểu của đạo học xứ Nghệ. Theo sách Đại Nam nhất thống chí ghi về Văn miếu Vinh như sau: Văn miếu Vinh ở địa phận xã Yên Dũng, phía đông tỉnh thành, phía tây là đền Khải Thánh. Có diện tích rộng, bằng phẳng, tới 22.000m2. Với vị trí lấy đường tiếp nối đường thiên lý Bắc Nam mà tổ tiên vạch mở từ ngàn xưa làm chỗ đứng thì ta thấy bên phải là Võ Miếu (tức đền Hồng Sơn), bên trái là Văn Miếu: Văn tả, Võ hữu, cùng với Cửa Tiền nhìn ra bến sông Vĩnh và hướng về Nam, phía xa trước mặt là Lam Thành - lỵ sở cũ của trấn Nghệ An, như thế là cân đối cả về vị trí thờ tự và thuận cả về thuật phong thủy. Văn miếu Vinh được bố trí có 3 cửa tam quan đều hướng về phía Nam (phía kinh đô triều Nguyễn). Trên cửa chính môn có tầng lầu đề bốn chữ " Vạn thánh linh từ". Hai bên cửa có đôi câu đối ánh màu sơn son thiếp vàng, toát lên niềm tự hào của dân Nghệ về đạo học: " Nhật nguyệt trung thiên minh thánh đạo. Giang sơn đại địa tích Nhân văn"- (Đạo thánh sáng ngời như mặt trời, Mặt Trăng trong vũ trụ, Nhân văn được bồi tụ là do ở sông núi nơi đất này). Phía trên là hạ điện. Giữa là thương điện. Hai bên có nhà tả vu với hữu vu. Sân lộ thiên ở giữa bốn ngôi nhà thâm nghiêm, tĩnh mịch. Xung quanh là hồ cá, giếng thiên tĩnh, vườn cây cảnh và rừng cây.
Hiện nay, Văn miếu Vinh chỉ còn là phế tích, nền cũ đã được Công ty In Nghệ An trưng dụng và nhiều nhà dân lấn chiếm, sử dụng. Các đồ tế khí, bia đá được chuyển đến đền Hồng Sơn (Võ Miếu) để tạm cất giữ.
Cồn Mô - Ngã ba Bến Thủy

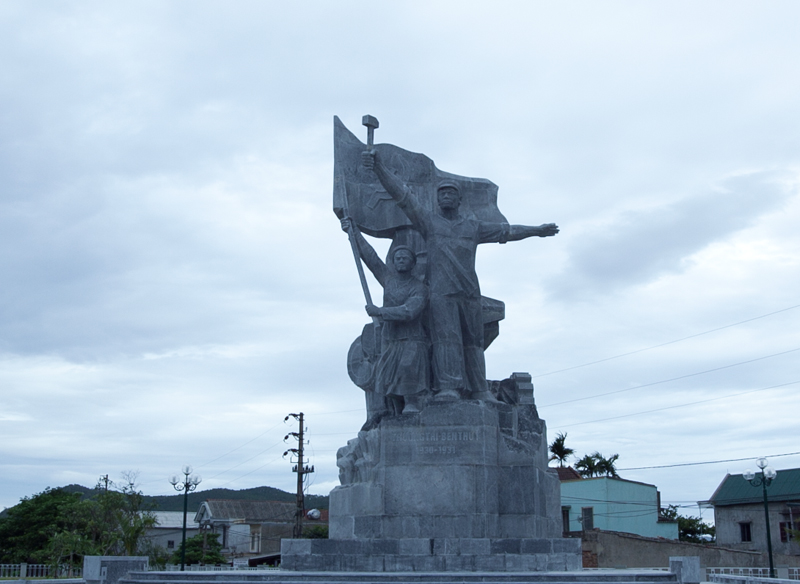
Tượng đài công nông binh Ngã ba Bến Thủy

Cồn Mô được xây dựng thành tượng đài kỷ niệm cuộc đấu tranh của nhân dân Nghệ An trong phong trào Xô viết Nghệ Tĩnh năm 1930 - 1931, với chiều cao 10m, rộng 16.2m. Trên tượng đài khắc biểu tượng búa liềm, mặt trước gắn biểu tượng trống Xô Viết. Trên nền bia còn khắc ghi lại những sự kiện lịch sử diễn ra ở Cồn Mô.
Khu di tích ngã ba Bến Thủy có diện tích 6.400 m². Qua thời gian và chiến tranh tàn phá, cảnh vật thay đổi, cột điện lịch sử đã không còn nữa. Nhưng tại đây, để ghi lại sự kiện lịch sử anh hùng của nhân dân, tỉnh Nghệ An và chính quyền thành phố Vinh đã xây dựng tượng đài công nông binh để giáo dục truyền thống đấu tranh anh dũng của cha anh.
Đền thờ Vua Quang Trung

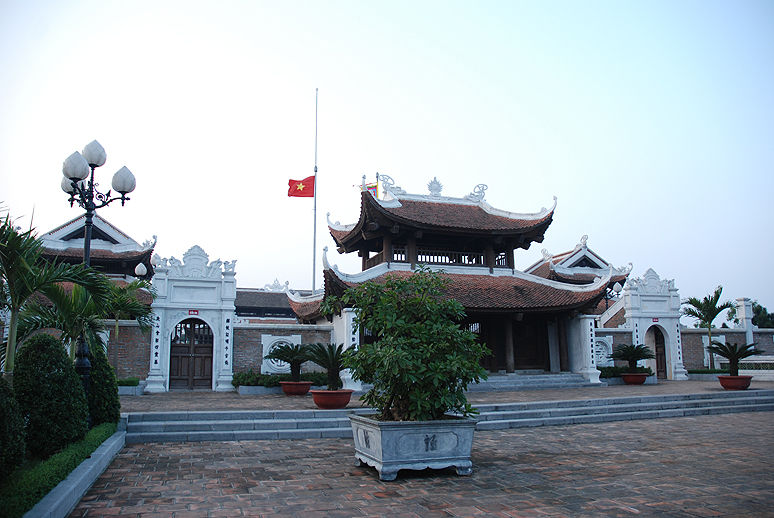
Đền thờ vua Quang Trung - Thành phố Vinh

Đền thờ Vua Quang Trung được xây dựng với ý nghĩa muôn đời ghi nhớ công lao to lớn và tôn vinh sự nghiệp vĩ đại của Hoàng Đế Quang Trung, góp phần nêu cao truyền thống yêu nước cho các thế hệ mai sau. Đền toạ lạc trên đỉnh thứ 2 núi Dũng Quyết, cao 92m so với mực nước biển,cách đây 220 năm, ngày 1/10/1788 Vua Quang Trung hạ chiếu cho xây dựng Phượng Hoàng - Trung Đô. Đó được xem là đất tứ linh có 4 chi: Chi hướng về Tây gọi là Long thủ (đầu Rồng), chi hướng phía Đông Nam gọi là Phượng dự (cánh Phượng Hoàng), chi hướng về Đông Bắc gọi là Quy bối (lưng Rùa), chi hướng về phía Tây Nam gọi là Kỳ Lân (con Mèo).
Công trình bao gồm các hạng mục chính là Khu Tiền đường có diện tích 180 m², khu Trung đường có diện tích 160 m² và khu Hậu cung có diện tích 60 m², nhà Tả vu, Hữu vu, diện tích mỗi nhà 80 m².
Chùa Cần Linh
Chùa Cần Linh (hay còn gọi là chùa Sư nữ) là ngôi chùa có quy mô lớn và đẹp nhất tỉnh Nghệ An. Đã được Bộ Văn hóa - Thể thao & Du lịch Việt Nam chứng nhận là Di tích lịch sử cấp Quốc gia. Chùa được xây dựng từ thời nhà Lê, trên một vùng đất trước đây thuộc Làng Vang, tổng Yên tường, huyện Hưng Nguyên. Nay thuộc phường Cửa Nam thành phố Vinh. Chùa thờ Phật Thích Ca - vị tổ của đạo Phật - và các vị sư tăng đã từng trụ trì trong chùa, trong vùng. Tổng diện tích: 5.208 m², gồm có các kiến trúc sau: Tam quan, bái đường, chính điện, tăng đường, nhà tả vu, hữu vu. Hàng năm, chùa có tổ chức rất nhiều ngày lễ lớn thu hút đông đảo nhân dân và du khách tới thăm viếng.
Bảo tàng - Thư viện
Một số bảo tàng lớn như bảo tàng tổng hợp Nghệ An,bảo tàng Xô Viết Nghệ Tĩnh, bảo tàng Quân khu IV và các thư viện như thư viện tỉnh Nghệ An, thư viện Nguyễn Thúc Hào.
Nghệ thuật - Điện ảnh - Báo chí - Truyền hình
Các Trung tâm lớn:
- Nhà Văn hóa Lao động
- Cung Lễ hội Vinh
- Nhà Văn hóa Quân khu 4
- Nhà Văn hóa Thiếu nhi Việt - Đức
- Nhà hát Dân ca Nghệ An - Trung tâm bảo tồn và phát huy dân ca Xứ Nghệ (gồm 2 đoàn nghệ thuật: Đoàn kịch hát và Đoàn dân ca)
- Đoàn Ca múa nhạc dân tộc Nghệ An
- Đoàn Nghệ thuật Quân khu IV
- Trung tâm Điện ảnh Bắc Trung Bộ
- Rạp chiếu phim 12-9 (nay đã xây dựng và quy hoạch lại thành Trung tâm điện ảnh đa chức năng Vinh)

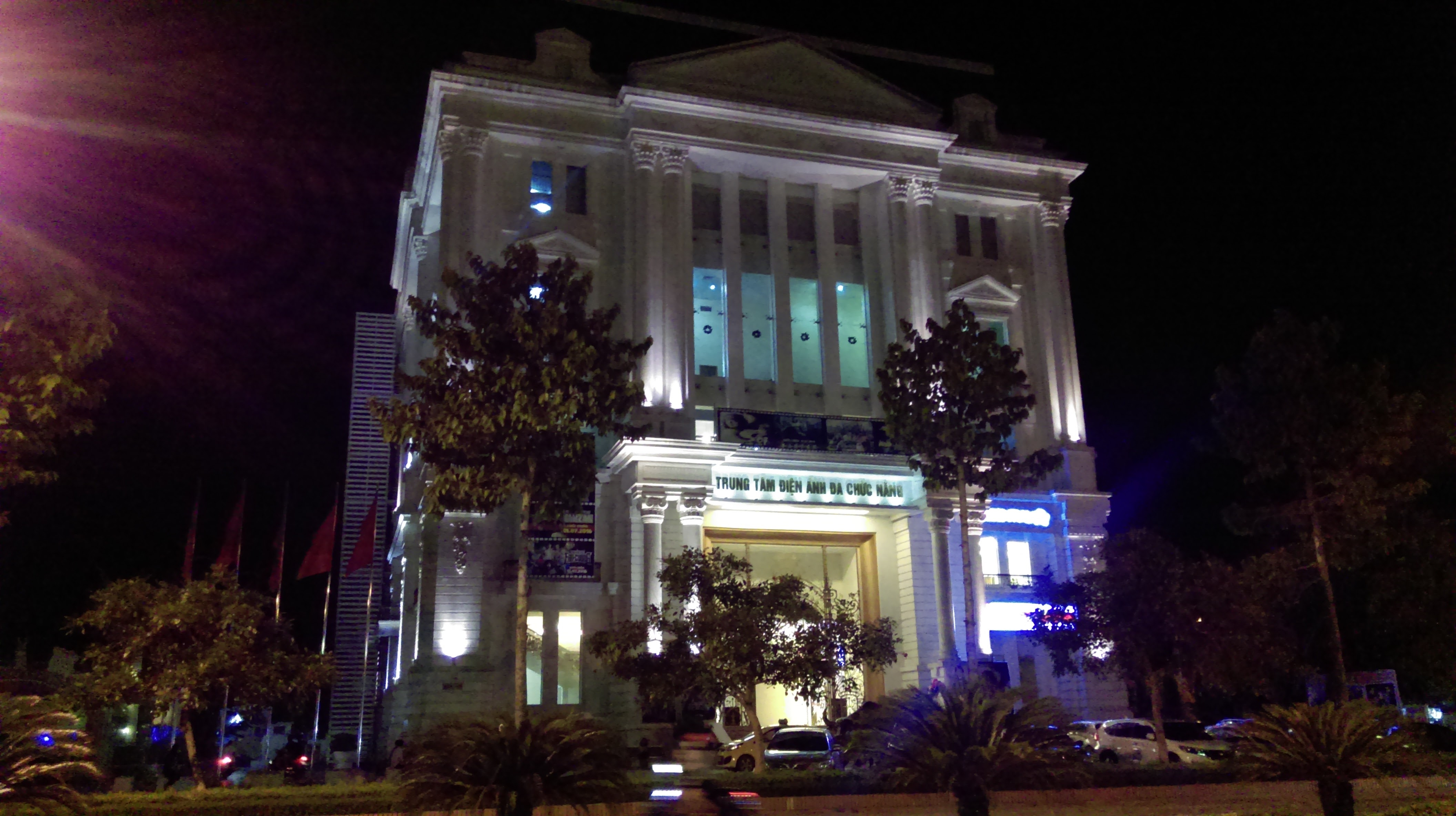
Trung tâm Điện ảnh Đa chức năng, Vinh.

- Ngay từ năm 1929, Nghệ An (tập trung tại TP Vinh) đã trở thành trung tâm báo chí cách mạng và đến nay Nghệ An vẫn là một trong những trung tâm báo chí lớn với số lượng đội ngũ cán bộ, phóng viên, kỹ thuật viên hơn 600 người, trong đó trên 360 hội viên Hội Nhà báo Việt Nam (đứng thứ 3 sau Hà Nội và thành phố Hồ Chí Minh về số hội viên). Nghệ An là một trong số ít địa phương có báo ngành hoạt động hiệu quả, như báo Công An Nghệ An, Lao động Nghệ An, Tạp chí Sông Lam, Tạp chí Văn Hoá Nghệ An. Nghệ An cũng là địa phương có số cơ quan báo chí trung ương thường trú nhiều, đứng thứ tư trong cả nước sau các thành phố lớn là Hà Nội, thành phố Hồ Chí Minh.
- Truyền hình Nghệ An là một đài truyền hình lớn, được trang bị công nghệ hiện đại, phủ sóng vệ tinh Vinasat. Từ năm 2015 bằng hệ thống truyền hình số mặt đất và vệ tinh TH Nghệ An sẽ gồm 21 kênh do TH Nghệ An sản xuất (NTV1 đến NTV21, trong đó có 6 kênh HD và 15 kênh SD). Từ năm 2020 phát 21 kênh HD và phát song song 21 kênh SD bằng số hóa theo đề án của Chính phủ. Đài TH Vinh, đài truyền hình riêng biệt của TP Vinh cũng đang được lập đề án xây dựng.
- Nhà thờ Giáo xứ Yên Đại - Giáo phận Vinh: Đây là ngôi nhà thờ Công giáo lớn nhất Việt Nam. Có sức chứa 50.000 người dự lễ, nhà thờ tọa lạc tại xã Nghi Phú - TP Vinh.

Thể dục - Thể thao

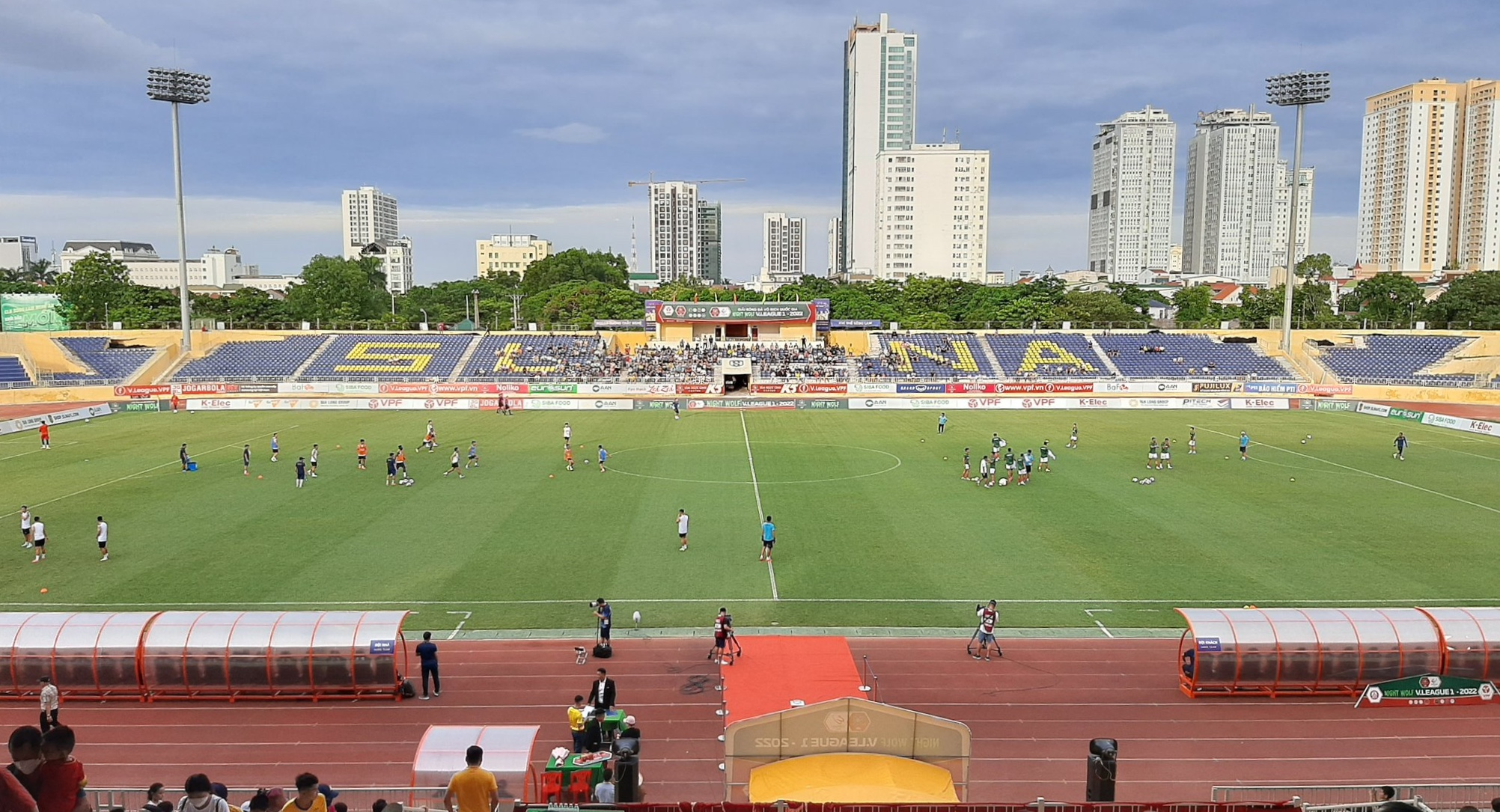
Sân vận động Vinh

Lĩnh vực thể dục thể thao thành phố Vinh hoạt động sôi nổi và quy mô ngày càng mở rộng. Hiện có Sân vận động Vinh do ngành TDTT quản lý có sức chứa 30.000 người; Sân vận động Quân khu 4 có sức chứa 10.000 chỗ; nhiều Nhà thi đấu đa chức năng của tỉnh, thành phố, QK4, các trường đại học,...; các bể bơi, nhà tập luyện, sân bóng chuyền đạt tiêu chuẩn quốc tế...; (đến 8/2010, Thành phố có 30 sân tennis, 345 sân cầu lông, 62 nhà thi đấu, 95 sân bóng chuyền,... hầu hết các phường, xã đã có sân vận động). Khu Liên hợp thể thao của thành phố đã được đầu tư xây dựng quy mô cấp khu vực. Chính sách lâu dài của thành phố là tiếp tục thực hiện xã hội hoá TDTT đồng thời chú trọng vào các bộ môn thể thao thành tích cao đặc biệt là bóng đá, đóng góp thành tích cho thể dục - thể thao nước nhà.
Tại Vinh hiện nay có 1 câu lạc bộ bóng đá đang thi đấu ở giải chuyên nghiệp là câu lạc bộ bóng đá Sông Lam Nghệ An.

### Du lịch
Thành phố Vinh từ lâu đã hấp dẫn du khách bởi một quần thể khu du lịch với những nét đặc trưng tiêu biểu của một đô thị xứ Nghệ. Đến với thành phố Vinh, du khách có thể tham gia vào nhiều loại hình du lịch như: du lịch nghiên cứu, du lịch sinh thái, nghỉ dưỡng...Thành phố còn có nhiều di tích, danh thắng trong đó có tới 14 di tích được xếp hạng cấp quốc gia, 16 di tích được xếp hạng của tỉnh Nghệ An.
Với nhiều hãng du lịch lữ hành đang hoạt động tại đây, Vinh còn là đầu mối trung chuyển cho các tour du lịch trong tỉnh và các địa phương lân cận. Từ thành phố Vinh, cách 5 km là khu mộ của đại thi hào Nguyễn Du, cách 15 km là khu di tích Kim Liên - quê hương chủ tịch Hồ Chí Minh và cách 17 km là bãi biển Cửa Lò - một trong những bãi biển đẹp nổi tiếng của khu vực miền Trung và cả nước, cách 60 km là khu du lịch sinh thái Mường Thanh Safari Diễn Lâm, cách 120 km là Vườn Quốc gia Pù Mát và thác Khe Kèm.

### Địa điểm Du lịch
- Công viên Trung tâm:

Nằm tại trung tâm thành phố, có ranh giới thuộc 2 phường Lê Mao và Trường Thi. Diện tích: 41.3 ha, bao gồm các khu vực chính như sau:
Khu Quảng trường và Tượng đài Hồ Chí Minh nằm tại góc đường Hồ Tùng Mậu và đường Trường Thi. Quảng trường có quy mô lớn, có đường duyệt binh, vườn hoa, lễ đài, là nơi tổ chức các lễ hội, các lễ kỷ niệm trọng đại của nhân dân trong tỉnh.
Khu biểu diễn nghệ thuật: Trên cơ sở một số công trình của Liên đoàn Lao động Nghệ An. Tại đây đã có một số công trình phục vụ biểu diễn, các sân khấu trong nhà, ngoài trời, các sân bãi công trình dịch vụ, bể bơi. Ngoài các công trình trên còn bố trí một số sân khấu ngoài trời tại những nơi thích hợp.
Khu thể thao vui chơi thanh thiếu niên: Bố trí tại vùng đất phía Nam nhà Văn hoá lao động kéo đến đường Trần Phú là nhà thi đấu thể thao có mái che hiện đại và các công trình phục vụ vui chơi, thi đấu thể thao.
Khu dạo chơi, vãn cảnh: là khu vực từ đường Trần Phú, ngã ba khách sạn Phương Đông, chạy dọc theo đường Trường Thi. Tại đây bố trí nhiều tiểu cảnh, nơi ngồi nghỉ, các đường đi dạo, nhiều bồn hoa, cây cảnh.
Khu tạo cảnh rừng nguyên sinh: là khu kết hợp giữa núi sau lưng tượng Bác Hồ và vùng đất kẹp giữa hồ nước, đường Hồ Tùng Mậu và đảo nổi giữa hồ. Tại đây trồng cây theo kiểu rừng nguyên sinh. Chọn một số cây đặc trưng của rừng và trồng theo kiểu tự nhiên, đường và một số chòi nghỉ, chuồng thú, vườn phong lan, tạo nên không khí của rừng núi.
Hồ nước: Nằm giữa công viên, có đảo nhỏ, là nơi tạo cảnh thần tiên như trong truyện cổ tích. Hồ nước tạo mặt thoáng, cảnh quan cho công viên, trong hồ có thể tổ chức một số trò chơi như: chèo thuyền, lướt ván, trò chơi điều khiển từ xa...
- Nhà chiếu hình Vũ trụ:

Nhà chiếu hình vũ trụ do Chính phủ Nhật Bản tài trợ cho Việt Nam theo diện viện trợ văn hoá (CGA), được lắp đặt và đưa vào sử dụng trong Công viên trung tâm thành phố Vinh từ tháng 9 năm 1998. Công trình có kiến trúc mang dáng vẻ của chiếc máy bay tàng hình với các thiết bị chiếu hình hiện đại... Đây là nhà chiếu hình vũ trụ duy nhất ở Việt Nam hiện nay, về tầm vóc là công trình khoa học mang tầm chiến lược Quốc gia. Kể từ khi đi vào hoạt động, nhà chiếu hình vũ trụ đã thu hút hàng triệu lượt học sinh, sinh viên từ các trường Đại học, Cao đẳng trong cả nước và các nhà khoa học đến tham quan, học tập, nghiên cứu trong lĩnh vực Thiên văn học.
- Lâm viên Dũng Quyết:

Với diện tích 15.6 ha, bao gồm toàn bộ khu vực núi Dũng Quyết và vùng đất bằng phẳng của phường Trung Đô, phường Bến Thủy. Lâm viên Dũng Quyết có 39 hạng mục công trình. Trong đó có những công trình chủ yếu như sau:
Theo quy hoạch, trên các cao điểm của núi Quyết sẽ xây dựng các công trình như: Đền thờ Quang Trung, tượng Uy minh Vương - Lý Nhật Quang, cáp treo vượt sông Lam... Phía Đông núi có vách đá cao dựng đứng gần 100 m sẽ là nơi tổ chức các cuộc thi thể thao leo núi.
Trong khu vực di tích thành Phượng Hoàng Trung Đô sẽ khôi phục lại một đoạn bờ thành và xây đền thờ Quang Trung. Trên núi Kỳ lân dựng tượng vua Quang Trung trong tư thế của một vị đại nguyên soái đang duyệt hàng vạn hùng binh.
- Công viên Nguyễn Tất Thành:

Là công viên lớn nằm ở phía Đông Nam thành phố, trên 2 trục đường chính là Phan Đăng Lưu và Trường Thi. Tổng diện tích là 8.3 ha, trong đó diện tích mặt hồ Goong là 5.64 ha, xung quanh hồ được phủ kín hệ thống cây xanh. Trong công viên có cụm tượng đài "Bác Hồ với tuổi trẻ", nhà truyền thống, bể bơi, các hoạt động nghệ thuật khác...Công viên này được xây dựng từ nguồn đóng góp của thanh thiếu nhi cả nước trao tặng cho quê hương chủ tịch Hồ Chí Minh.
- Vườn hoa Cửa Bắc:

Là vườn hoa nằm ở trung tâm thành phố, hình tam giác, nên còn được gọi là vườn hoa Tam Giác (hay còn gọi là vườn hoa Vòi Phun, vì ở giữa vườn hoa có một vòi phun nước lớn). Vườn hoa này nằm giữa 3 tuyến phố chính là Lê Lợi, Lê Hồng Phong và Nguyễn Thị Minh Khai.
- Du thuyền Sông Lam:

Sông Lam xưa có tên là Sông Cả (sông mẹ). Tiếng Cả vừa hàm nghĩa là "lớn", vừa có hàm nghĩa là "mẹ", mẹ của những con sông nhỏ đổ về như: Nậm Nơm, Nậm Mộ, sông Giăng, sông La...Có lẽ do màu nước trong xanh lại chảy qua nhiều núi non, làng mạc tạo nên cảnh đẹp khác thường nên các nhà nho, các tao nhân mặc khách đã đặt cho sông những cái tên hoa mỹ: "Lam Giang", "Thanh Long Giang", "Lam Thủy"...đồng thời sáng tác nhiều bài thơ ca ngợi vẻ đẹp có một không hai của nó.
Năm 1998, nhân kỷ niệm 210 năm Phượng Hoàng Trung Đô - Vinh, công ty du lịch thành phố Vinh đã khai trương tua du lịch trên sông Lam. Du khách sẽ được nghe các làn điệu dân ca Nghệ Tĩnh tha thiết trên sông và được ghé thăm các địa điểm du lịch nổi tiếng nằm ven sông Lam của thành phố Vinh và tỉnh Nghệ An như Đền Ông Hoàng Mười, khu di tích cố Tổng bí thư Lê Hồng Phong của vùng quê Hưng Nguyên, đến với Đình Trung Cần và Hoành Sơn, khu di tích Kim Liên, lăng và mộ Mai Hắc Đế, khu di tích danh nhân Phan Bội Châu...Từ bến thuyền Hưng Hòa, ngược nguồn dòng Lam du khách sẽ đến với quê hương của Đại thi hào Nguyễn Du, danh nhân Nguyễn Công Trứ và sẽ được đắm chìm trong giai điệu mượt mà của ca trù Cổ Đạm...
- Đường ven Sông Lam:

Đường ven Sông Lam cách thành phố không xa, nối giữa cầu Bến Thủy, lâm viên Núi Quyết với Cửa Lò, đi qua rừng bần Hưng Hòa với hệ sinh thái đa dạng gồm nhiều động vật, thực vật quý. Đây là tuyến đường "xanh - sạch - đẹp" của thành phố Vinh và là nơi đi dạo lý tưởng cho nhân dân thành phố và du khách.

## Giao thông
Thành phố Vinh nằm trên trục giao thông huyết mạch Bắc - Nam về cả đường bộ, đường sắt, đường thủy và đường hàng không, nắm giữ vị trí trọng yếu trên con đường vận chuyển trong nước từ Bắc vào Nam và ngược lại. Đồng thời rất thuận lợi cho việc giao lưu kinh tế - văn hóa trong khu vực và quốc tế.

### Đường bộ

#### Đối ngoại
TP Vinh được hưởng lợi hệ thống giao thông đối ngoại rất thuận tiện với các tuyến Quốc lộ theo trục Bắc - Nam và Đông - Tây.

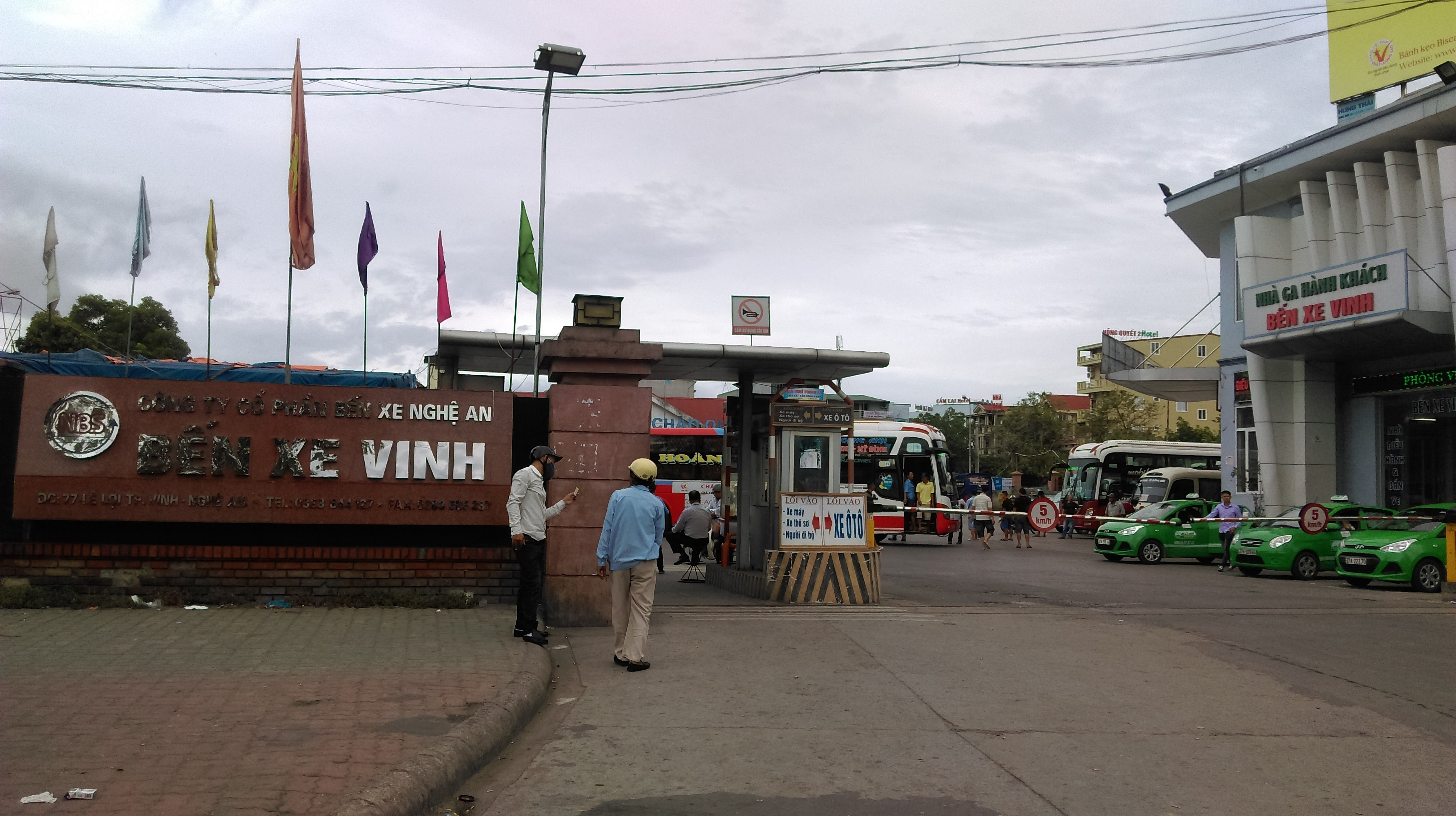
Bến xe Vinh

- Quốc lộ 1 chạy xuyên qua trung tâm thành phố theo hướng Bắc - Nam với chiều dài 15 km đã được nâng cấp đạt tiêu chuẩn quốc gia. Hiện tại, thành phố đã hoàn thiện xây dựng Quốc lộ 1 đoạn tránh ở phía Tây nhằm giảm tải giao thông trong khu vực trung tâm.
- Đường Hồ Chí Minh, Đường cao tốc Diễn Châu – Bãi Vọt, Quốc lộ 15 theo trục Bắc - Nam
- Quốc lộ 7 đi qua các huyện trong tỉnh đến Xiêng Khoảng (nơi có cánh đồng Chum) và cố đô Luang Prabang của Lào
- Quốc lộ 8 đi qua các huyện, thị: Hồng Lĩnh, Đức Thọ, Hương Sơn phía bắc Hà Tĩnh qua cửa khẩu Cầu Treo đến thủ đô Viên Chăn (Lào)
- Quốc lộ 46 đi qua các huyện: TX Cửa Lò, TP Vinh, Hưng Nguyên, Nam Đàn, Thanh Chương qua cửa khẩu Thanh Thủy sang Lào
- Quốc lộ 48 đi qua: TP Vinh, Yên Lý, Nghĩa Đàn, Thái Hòa, Quế Phong, Boritambay (Lào)

#### Nội thị
Mạng lưới giao thông nội thị có 765 km đường giao thông các loại, hầu hết đã rải nhựa hoặc đổ bê tông xi măng; tỷ lệ đường rộng trên 12m chiếm 15,7%, mật độ đường giao thông đạt 12 km/km². Thành phố có 2 bến xe lớn phục vụ nhu cầu đi lại nội và ngoại tỉnh của nhân dân, bến xe Vinh và bến xe Chợ Vinh thu hút trên 700 lượt xe đón trả khách/ ngày. Vinh còn có 2 bến xe mới là Bắc Vinh và Nam Vinh đang được xây dựng. 
Thành phố Vinh đang quy hoạch xây dựng các khu trung tâm đô thị dọc trục đường Lê Lợi, Quang Trung, Trường Thi, Đại lộ Lê Nin, đường du lịch ven sông Lam, Đại lộ Vinh - Cửa Lò... trong tương lai không xa sẽ mang lại cho thành phố bộ mặt đô thị hiện đại, xứng tầm đô thị loại 1 trung tâm cấp vùng.

##### Giao thông Công cộng
Ở Vinh hiện có nhiều tuyến xe bus phục vụ việc đi lại của người dân thành phố và các huyện lân cận. Lộ trình xe buýt Vinh:
- Tuyến 1: Cầu Bến Thủy - ĐH Vinh - KS Phương Đông - Trần Phú - Chợ Vinh - Quang Trung - Lê Lợi - KS Hữu Nghị - Nguyễn Sỹ Sách - BV Đa Khoa cũ - Lê Viết Thuật - Cao đẳng Sư phạm - Cửa Hội - Cửa Lò.
- Tuyến 2: Cầu Bến Thủy - ĐH Vinh - KS Phương Đông - Trần Phú - Chợ Vinh - Quang Trung - Lê Lợi - KS Hữu Nghị - Mai Hắc Đế - Nguyễn Trãi - Quán Bánh - Nghệ An Xuyên Khoảng - ĐH Vinh CS 2 - Cửa Lò.
- Tuyến 3: Cầu Bến Thủy - KS Phương Đông - Hồ Tùng Mậu - Nguyễn Văn Cừ - Cầu Kênh Bắc - Nguyễn Sỹ Sách - KS Hữu Nghị - Lê Lợi - Quang Trung - Phan Đình Phùng - Nguyễn Sinh Sắc - Chợ Đước - Hưng Nguyên - Nam Đàn - Thanh Chương.
- Tuyến 4: Cầu Bến Thủy - ĐH Vinh - KS Phương Đông - Trần Phú - Chợ Vinh - Quang Trung - Lê Lợi - KS Hữu Nghị - Mai Hắc Đế - Nguyễn Trãi - Quán Bánh - Nghi Lộc - Diễn Châu - Quỳnh Lưu - Hoàng Mai.
- Tuyến 5: Cầu Bến Thủy - ĐH Vinh - KS Phương Đông - Trần Phú - Chợ Vinh - Quang Trung - Lê Lợi - KS Hữu Nghị - Mai Hắc Đế - Nguyễn Trãi - Quán Bánh - Diễn Châu - Yên Thành
- Tuyến 6: Ga Vinh - Phan Bội Châu - Lê Lợi - Quang Trung - Trần Phú _ Lê Duẩn - Nguyễn Du - - Nghi Xuân- Thị xã Hồng Lĩnh- Can Lộc-Thạch Hà-thành phố Hà Tĩnh.
- Tuyến 8: BV Đa Khoa Vinh - Đường XVNT - Nguyễn Sỹ Sách - Nguyễn Phong Sắc - Phong Định Cảng - ĐH Vinh - Lê Duẩn - Trần Phú - Quang Trung - Lê Lợi - Nguyễn Trãi Diễn Châu - Đô Lương
- Tuyến 17: Đường Phượng Hoàng - Nguyễn Văn Trỗi (ĐH Vinh) - Phong Định Cảng - Nguyễn Gia Thiều - Tôn Thất Tùng - Nguyễn Phong Sắc (BV Ba Lan cũ, ĐH Y Vinh) - Nguyễn Sỹ Sách - ĐL Xô Viết Nghệ Tĩnh (BV Đa Khoa tỉnh) - Ngã 4 Sân Bay - Đường Nghệ An Xuyên Khoảng - Thăng Long - Quán Hành - ĐH 226 - Đại Sơn (ĐH2) - Trù Sơn
- Tuyến 22: BX Bắc Vinh - Nghi Kim - Quán Bánh - Nguyễn Trãi - Lê Lợi - Quang Trung - Chợ Vinh - Trần Phú - Lê Duẩn - Nguyễn Du - Nghi Xuân - Thị xã Hồng Lĩnh - Đức Thọ - Hương Sơn.
- Tuyến 24 (Thạch Thành): CĐSP - Lê Viết Thuật - Nguyễn P. Sắc - Nguyễn Duy Trinh - ĐHSPKT Vinh - Nguyễn Viết Xuân- Phong Định Cảng - Nguyễn Văn Trỗi - Lê Duẩn - Trường Thi - Nguyễn Văn Cừ - Hà Huy Tập - Mai Hắc Đế - Lê Lợi - BX Vinh - Big C - Phan Đình Phùng - Hưng Nguyên - Nam Đàn - Đô Lương - Tân Kỳ.
- Tuyến 25 (Thạch Thành): CĐSP - Lê Viết Thuật - Nguyễn P. Sắc - Nguyễn Duy Trinh - ĐHSPKT Vinh - Nguyễn Viết Xuân - Phong Định Cảng - Nguyễn Văn Trỗi - Lê Duẩn - Trần Phú - Quang Trung - Lê Lợi - Mai Hắc Đế - Nguyễn Trãi - QL 1 - Quán Hành - Diễn Châu - Yên Lý - QL 48 Thái Hòa - QL15A - Nghĩa Sơn
- Tuyến 27: Nghi Liên- Đường Thăng Long - Quốc lộ 46 - Đại lộ Lê Nin - Nguyễn Sỹ Sách - Nguyễn Phong Sắc - Võ Nguyên Hiến - Phong Định Cảng - Nguyễn Du - Lê Duẩn - Trần Phú - Phan Đình Phùng - Nguyễn Sinh Sắc - QL 46 - Cầu Dùng mới - Đường Hồ Chí Minh - QL 7 - TT Anh Sơn
- Tuyến 28: Lê Viết Thuật - Nguyễn P. Sắc - Tôn Thất Tùng - Nguyễn Gia Thiều - Võ Văn Hiến - Phong Định Cảng - Nguyễn Văn Trỗi - Lê Duẩn - Trần Phú - Quang Trung - Lê Lợi - Mai Hắc Đế - Nguyễn Trãi - QL 1 - Ngã 3 Quán Hành - TL 534 - TT Yên Thành
- Tuyến 29 (Sự Chuyên): Cầu Bến Thủy - Đại học Vinh - Nguyễn Du - Lê Duẩn - Trần Phú - Chợ Vinh - Phan Đình Phùng - Trần Hưng Đạo - Trường Chinh - Ga Vinh - Phan Bội Châu - Mai Hắc Đế - Nguyễn Trãi - Thăng Long - QL.1 - Diễn Châu -  Cầu Giát - tỉnh lộ 537B - Quỳnh Phương - Đền Cờn
- Tuyến 30 (Khanh Quỳnh): BV Đa Khoa - XV Nghệ Tĩnh - Lê Nin - Nguyễn Sỹ Sách - BV Ba Lan cũ - Nguyễn Phong Sắc - Nguyễn Duy Trinh - ĐH SP Kỹ thuật Vinh - Nguyễn Viết Xuân - Phong Đình Cảng - ĐH Vinh - Trần Phú - Phan Đình Phùng - Trần Hưng Đạo - Ga Vinh - Phan Bội Châu - Mai Hắc Đế - Nguyễn Trãi - QL 1 - Tỉnh lộ 534 (Quán Hành - Nghi Kiều) - Khuôn - Đại Sơn - Tràng Minh - Yên Sơn - Đà Sơn - QL 15 - TT Đô Lương

### Đường sắt

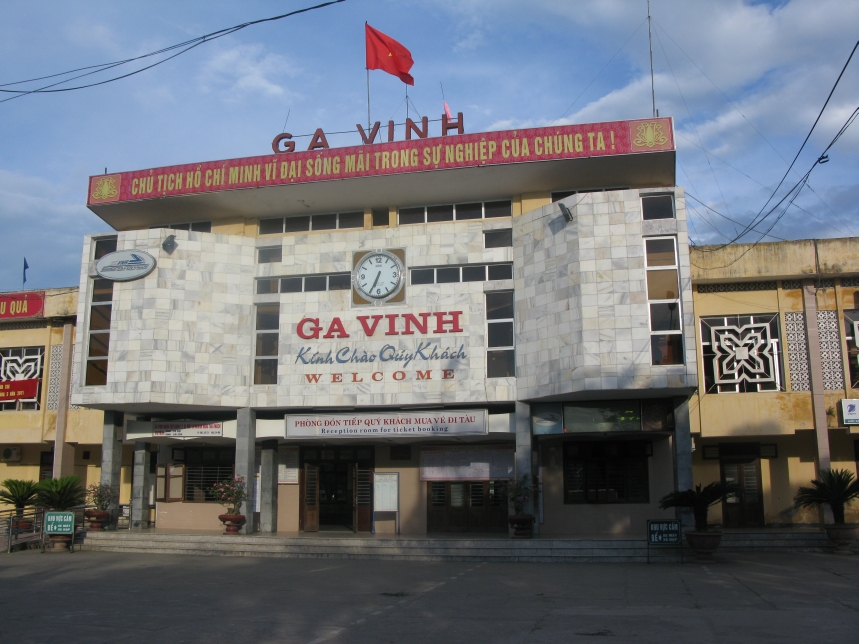
Ga Vinh

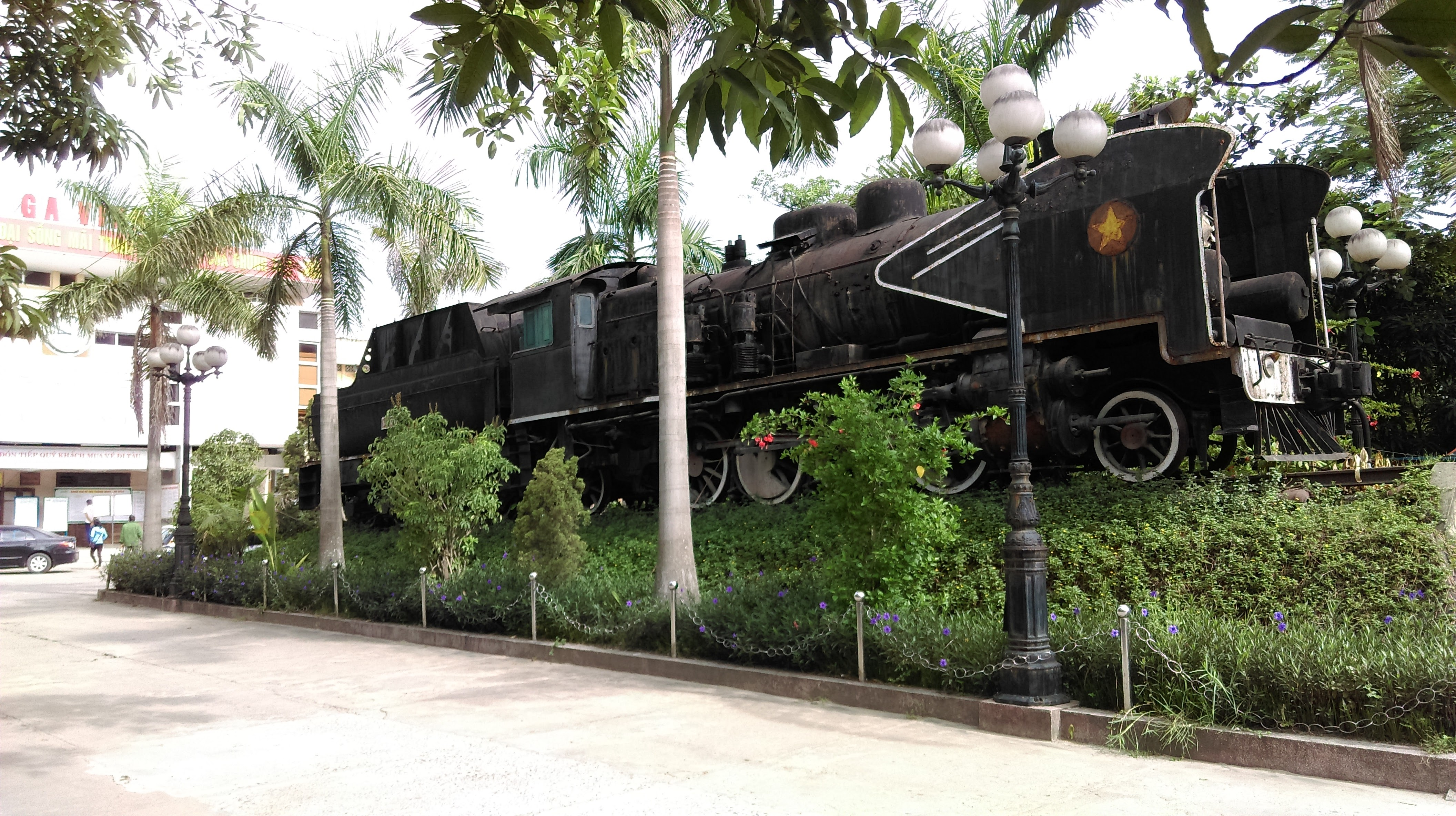
Ga Vinh

Ga Vinh là một trong 2 ga lớn nhất miền Trung (ga hạng 1 cùng với Ga Đà Nẵng) và quan trọng trên tuyến đường sắt Bắc Nam của Việt Nam, cách ga Hà Nội 319 km hay khoảng 5 tiếng rưỡi đồng hồ đi tàu theo tốc độ đường sắt hiện tại. Theo các tài liệu hỏa xa thời Pháp còn được lưu trữ, ga Vinh chính thức được bắt đầu xây dựng vào quý II năm 1900. Đây là một trong năm tuyến đường sắt Đông Dương được Chính phủ Pháp đầu tư khoảng 200 triệu franc để xây dựng nhằm mục đích khai thác thuộc địa. Hiện nay, Ga Vinh trực thuộc Công ty Vận tải hành khách đường sắt Hà Nội. Tất cả các chuyến tàu xuyên Việt đều dừng đón và trả khách tại đây. Ngoài các chuyến tàu Thống Nhất, còn có các chuyến tàu địa phương xuất phát từ Vinh đi miền Bắc là NA1, NA2 và đi miền Trung là VQ1, VQ2. Ga Vinh hiện là ga đầu tiên và duy nhất thuộc Tổng công ty Đường sắt Việt Nam được đầu tư lắp đặt hệ thống điều khiển chạy tàu tập trung Domino 70-E của Hãng Siemens (CHLB Đức).

### Đường thủy
Hệ thống sông ngòi bao quanh phía Tây Đông và phía Nam thành phố là điều kiện thuận lợi cho giao lưu kinh tế với các huyện trong tỉnh. Sông Lam có độ sâu 2 - 4m có cảng Bến Thủy là một cảng hàng hoá lâu đời của khu vực Bắc miền Trung có khả năng cho tàu dưới 2.000 tấn ra vào thuận lợi. Trong tương lai, khi thị xã Cửa Lò sáp nhập vào thành phố Vinh, thì cảng nước sâu Cửa Lò với công suất 3 triệu tấn/năm (sẽ được nâng lên 5 triệu tấn/năm vào năm 2015, 17 triệu tấn/năm vào năm 2020) là một cảng lớn trong hệ thống cảng biển quốc gia sẽ đóng góp cho sự phát triển kinh tế của thành phố trong việc giao thương bằng đường biển.

### Đường hàng không
Sân bay Vinh là một sân bay quốc tế của Việt Nam nằm ở khu vực miền Trung. Hiện nay, từ Cảng hàng không Vinh đang có các đường bay thẳng khứ hồi kết nối Vinh với các thành phố như: Thành phố Hồ Chí Minh, Hà Nội, Đà Nẵng, Buôn Ma Thuột, Đà Lạt, Nha Trang, Pleiku, Bangkok (Thái Lan),... với tần suất trên 40 lần chuyến cất, hạ cánh/ngày, do các hãng hàng không đối tác: Vietnam Airlines, Jetstar Pacific Airlines và Vietjet Air khai thác. Lượng khách năm 2015 đạt 1,4 triệu lượt khách.
Trong tương lai gần, sân bay này sẽ được nâng cấp hiện đại và mở thêm một số tuyến bay nội địa và quốc tế mới, như Vinh - Đông Bắc Thái Lan, Vinh - Singapore, Vinh - Hàn Quốc, Vinh - Đài Bắc.... Sau đó, Chính phủ dự kiến mở rộng sân bay Vinh thành sân bay quốc tế với quy mô lớn, mở các tuyến bay đi Trung Quốc, Nhật Bản, khu vực Đông Á và các nước khác. Nhà ga hành khách mới của sân bay Vinh cũng đã hoàn thành đưa vào sử dụng với công suất 2,5-3 triệu khách/năm.
Ngày 16/1/2015, Thủ tướng ký quyết định bổ sung sân bay Vinh vào mạng lưới quy hoạch sân bay quốc tế trong cả nước, công nhận và công bố sân bay Vinh thành sân bay Quốc tế.
Từ ngày 1/7/2025 đến hết ngày 31/12/2025, sân bay Vinh tạm dừng khai thác toàn bộ hoạt động bay để sửa chữa, nâng cấp hạ tầng. Cụ thể, sửa chữa đường cất hạ cánh và đường lăn; cải tạo, mở rộng sân đỗ máy bay; cải tạo nhà ga hành khách T1. Dự án cải tạo mở rộng sân đỗ máy bay được triển khai trên diện tích gần 30.000m², nâng khả năng đón tiếp lên 9 vị trí đỗ máy bay thân hẹp, tổng vốn khoảng 237 tỉ đồng. Cùng với đó, nhà ga hành khách T1 sẽ được cải tạo, bổ sung thêm không gian sử dụng nhằm nâng công suất phục vụ từ 2,5 lên 3-3,5 triệu lượt khách/năm .

## Danh nhân

### Chính trị
- Nguyễn Mạnh Cầm: Phó Thủ tướng, Bộ trưởng Ngoại giao
- Vương Đình Huệ nguyên Chủ tịch Quốc Hội
- Chu Huy Mân: Đại tướng, Phó Chủ tịch nước, Chủ nhiệm Tổng cục Chính trị
- Nguyễn Thị Minh Khai: Bí thư Thành ủy Sài Gòn - Gia Định
- Lê Viết Thuật: Bí thư Xứ ủy Trung Kỳ
- Lê Mao: Bí thư Xứ ủy Trung Kỳ năm 1930.

### Khoa học
- Nguyễn Xiển
- Nguyễn Khánh Toàn
- Nguyễn Văn Ngọ

### Văn nghệ-Thể thao
- Lê Văn Miến: họa sĩ
- Nguyễn Văn Tý: nhạc sĩ
- Chính Hữu: nhà thơ
- Thanh Tâm Tuyền: nhà thơ
- Thái Bảo: ca sĩ
- Nguyễn Hữu Thắng: cầu thủ bóng đá
- Hương Tràm: ca sĩ

## Thành phố kết nghĩa
- Thành phố Quảng Ngãi, tỉnh Quảng Ngãi